# Prédios históricos da Universidade Federal do Rio Grande do Sul

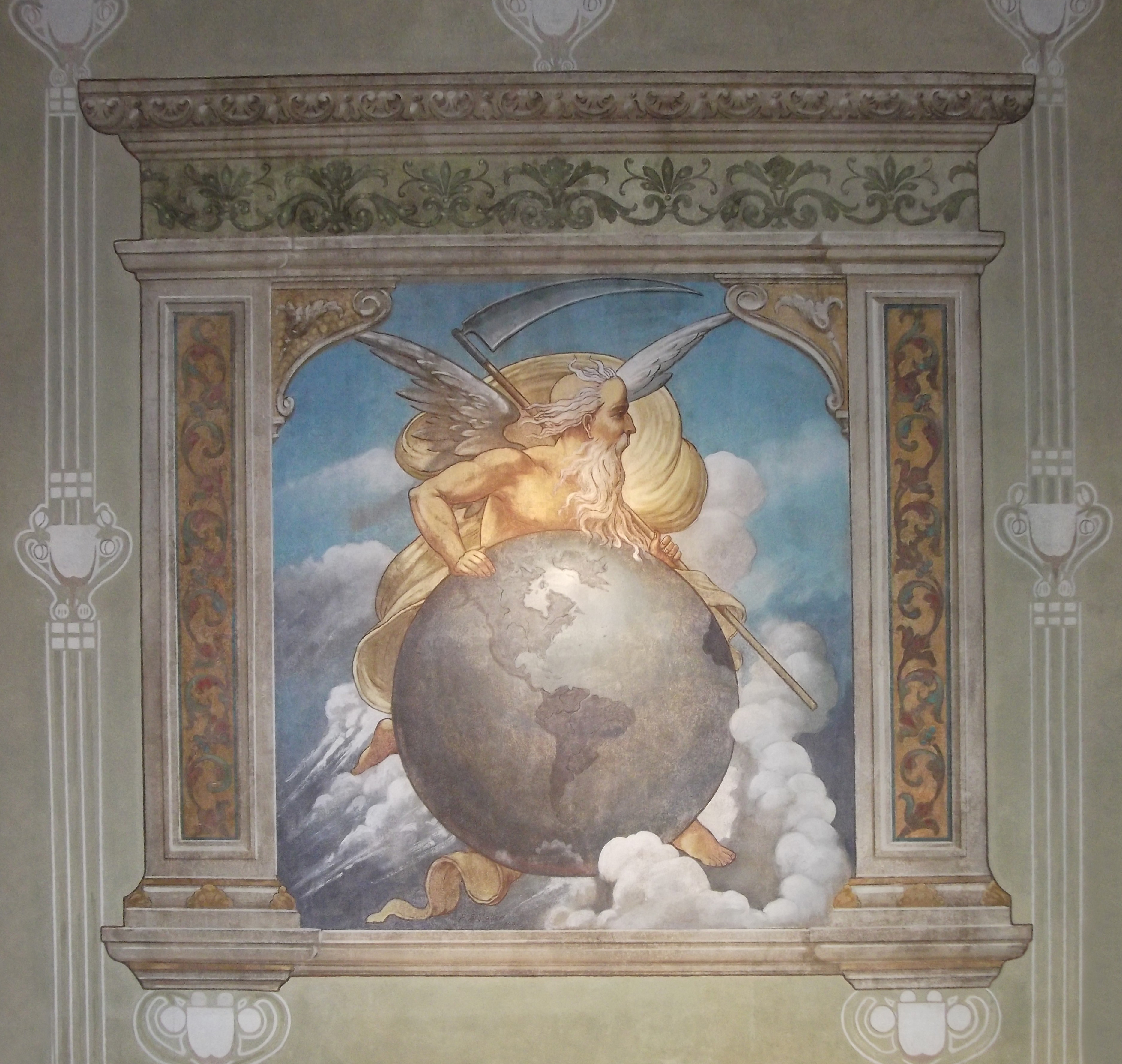
Pintura mural no Observatório Astronômico representando Cronos, o deus grego do Tempo, obra de Ferdinand Schlatter

Os prédios históricos da Universidade Federal do Rio Grande do Sul são um  grupo de edificações, algumas de dimensões palacianas, da cidade brasileira de Porto Alegre. Todos os prédios pertencem à Universidade Federal do Rio Grande do Sul (UFRGS) e estão localizados em sua maioria no seu Campus Central, junto ao Parque Farroupilha, outros no Campus Saúde, no Campus do Vale e no município de Eldorado do Sul. 
O complexo se divide cronologicamente em dois grandes grupos. O conjunto conhecido como os prédios da "Primeira Geração", concentrado no Campus Central, surgiu entre 1898 e 1928 para abrigar as primeiras escolas de ensino superior do estado e seus departamentos técnicos, que em 1934 se fundiram para dar nascimento à UFRGS moderna. Em estilo eclético, são um dos principais marcos arquitetônicos da capital, e sua importância histórica deriva da grande influência que as faculdades exerceram no desenvolvimento da ciência, da tecnologia, da sociedade, do ensino e da cultura no Rio Grande do Sul. Todo o conjunto é um Patrimônio Cultural do Estado e está inventariado pela Prefeitura, e dois prédios foram tombados pelo Instituto do Patrimônio Histórico e Artístico Nacional. Depois de passar muito tempo mal conservado, no início do século XXI todo o complexo foi restaurado e requalificado para pleno uso. 
O segundo grupo, o da "Segunda Geração", dividido entre o Campus Central e o Campus Saúde, foi construído entre 1941 e 1964 em estilo modernista, para atender à premente necessidade de novos espaços para uma universidade que crescia rápido. São menos conhecidos e estudados, mas guardam significativo interesse arquitetônico e também foram inventariados pela Prefeitura. Um destes, o prédio da Reitoria, é Patrimônio Cultural do Estado. Os Campus Central permanece hoje como um ativo centro de ensino superior e também reserva espaços para a comunidade, atuando como um centro cultural com variada programação, incluindo cursos, palestras, visitas guiadas, concertos, exposições e outras.

## Primeira Geração
Sua construção mantém estreito vínculo com o desenvolvimento urbano e cultural da cidade e são testemunhos da própria história de uma das principais universidades públicas do Brasil. Alguns originaram-se como sedes para as primeiras escolas de ensino superior estado, a saber a Escola de Engenharia, a Faculdade de Direito, a Faculdade de Medicina e a Faculdade de Agronomia, outros foram erguidos pelas faculdades para receber suas divisões técnicas especializadas, como foi o caso do Observatório Astronômico e do Instituto de Química Industrial. A UFRGS moderna nasceu com a fusão dessas diversas escolas independentes.

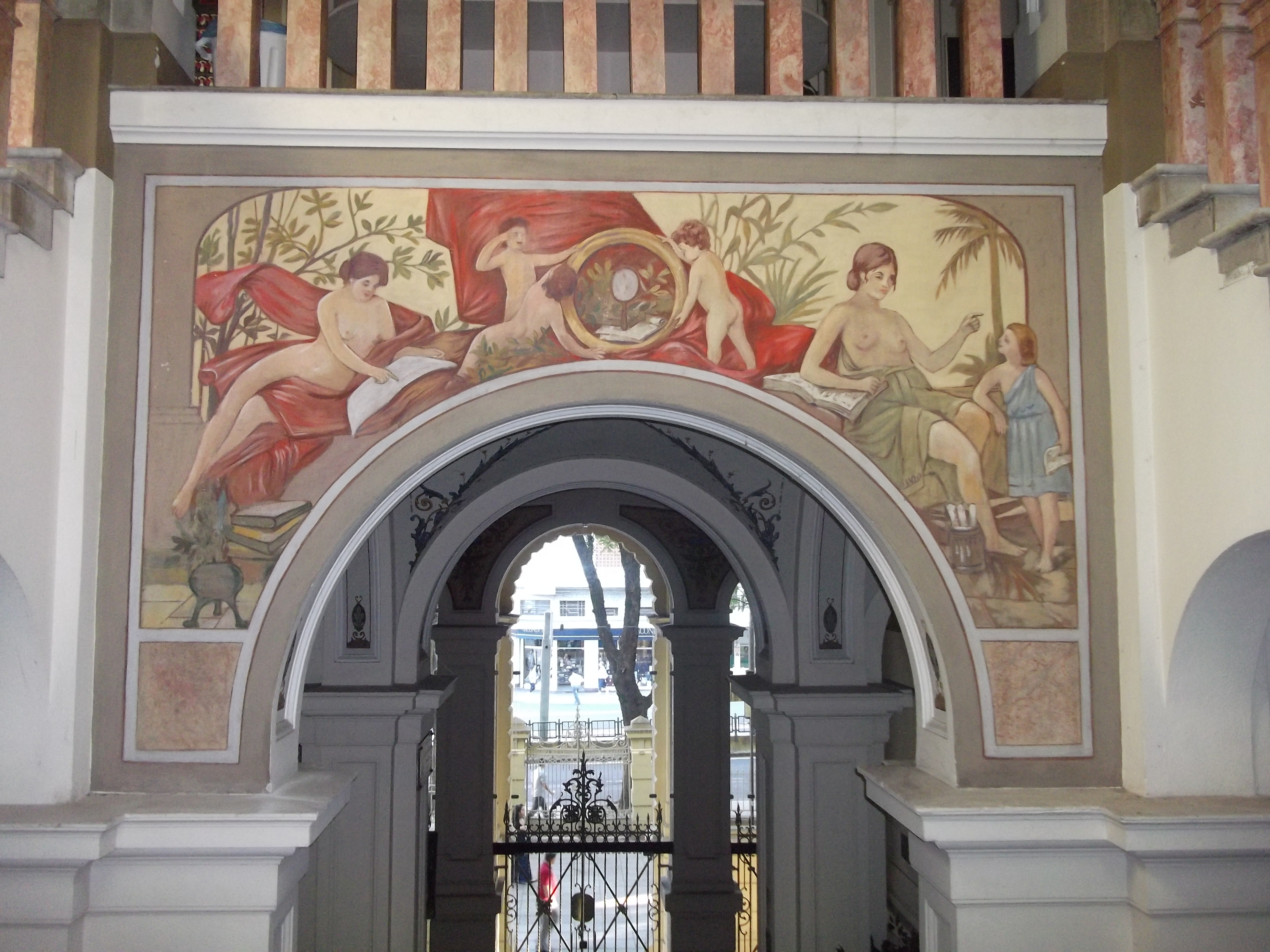
Pinturas murais na Faculdade de Direito

O complexo de doze edifícios, considerado a "Primeira Geração" das edificações da UFRGS, foi erguido entre 1898 e 1928 no extremo noroeste do atual Parque Farroupilha, uma área que no início do século XIX era uma vasta várzea alagadiça que servia de depósito de lixo e ponto de descanso de carreteiros e boiadeiros, e que recentemente, com o crescimento da cidade, vinha sendo objeto de crescente interesse imobiliário e urbanístico. Diversos prédios passaram por adaptações, ampliações e reformas posteriores, formando um conjunto diversificado, com variados estilos arquitetônicos, predominando o eclético. Alguns são influenciados pela Art Nouveau, estando entre os primeiros representantes desta estética na arquitetura de Porto Alegre.
A construção deste conjunto imponente se inseriu na política dos governos do estado e do município, dominados pelo Partido Republicano Rio-Grandense e seus ideais positivistas, fazendo um grande esforço para alavancar os estudos superiores e técnicos que trariam o progresso e uma nova civilização, e para "transformar a Porto Alegre provinciana da era imperial numa cidade com ares metropolitanos". Entre o fim do século XIX e o início do século XX a cidade testemunhou uma grande multiplicação de palacetes para a burguesia endinheirada e sedes suntuosas para bancos, empresas e repartições públicas, acompanhada de uma remodelação do urbanismo do Centro.
Depois da Exposição do Centenário da Revolução Farroupilha em 1935, montada no Parque Farroupilha, passou-se a considerar a reorganização e expansão dos edifícios da universidade, criada em 1934 como Universidade de Porto Alegre, incorporando as escolas independentes. Um projeto de 1937 considerou transformar todo o parque em uma Cidade Universitária, demolindo todos os edifícios e construindo novos, exceto a Medicina e o Instituto de Educação, mas o projeto foi mal recebido pela sociedade e pela Prefeitura e foi abandonado. Pouco depois, ao longo da reforma do Plano Diretor municipal, sendo já uma área muito valorizada, foi proposta a evacuação de todo o Campus, levando todas as unidades universitárias para outro local, a fim de permitir a abertura de ruas e uma completa reurbanização da área, o que também não foi levado adiante. Precisando de mais espaço, apesar da resistência municipal, a universidade foi autorizada a construir novos prédios nas proximidades dos já existentes, que seriam conhecidos como a "Segunda Geração" dos prédios históricos da UFRGS, e a partir de 1951 começaram as obras. Previa-se junto a demolição de alguns dos mais antigos, mas isso não aconteceu. Na gestão do reitor Eliseu Paglioli (1952-1964) as obras aceleraram, sendo construídos mais de uma dezena de edifícios, alguns deles já em novos campi.

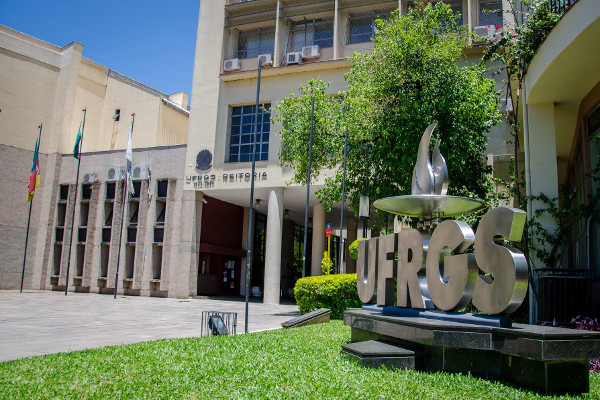
Entrada da Reitoria, tendo à esquerda o bloco do Salão de Atos, ambos modernistas da "Segunda Geração"

Na gestão do reitor Francisco Ferraz (1984-1988), quando muitas unidades de ensino já haviam sido transferidas para os novos Campus do Vale, o Campus Olímpico e o Campus Saúde, surgia a ideia de transformar o complexo edificado do Campus Central em um centro cultural, e para isso seria necessário revitalizar seus prédios e seus espaços abertos, na época muito maltratados. Foi lançado então o Projeto Centro Cultural, que até 1987 atraiu mais de 200 mil pessoas para visitas guiadas e atividades culturais. Um programa de conservação iniciou ao mesmo tempo, fazendo reparos em diversos edifícios, como o Instituto Parobé, o Castelinho, a Engenharia, o Observatório e outros.
Entre 1996 e 1998, na gestão de Wrana Maria Panizzi (1996-2004), a universidade realizou um levantamento do seu patrimônio, constatando o avançado estado de deterioração de diversos prédios históricos, já havendo nesta época dois interditados por medida de segurança. Na ocasião foram listados os danos a serem recuperados, e no fim de 1998 foi lançado um livro sobre o conjunto, Os Prédios Históricos da UFRGS: Atualidade e Memória, com versões em português e inglês, a fim de chamar a atenção do público para o valor dos edifícios. No mesmo ano foi encaminhada solicitação para o Instituto do Patrimônio Histórico e Artístico Nacional (IPHAN) tombar todo o conjunto. O pedido recebeu parecer favorável do superintendente regional, mas o tombamento efetivo em 1999 só contemplou os prédios da Faculdade de Direito e do Observatório Astronômico. Todo o conjunto da "Primeira Geração" foi incluído pela Prefeitura no Inventário dos Bens Imóveis de Valor Histórico e Cultural e de Expressiva Tradição, e foi declarado Patrimônio Cultural do Estado em 15 de setembro de 2000.

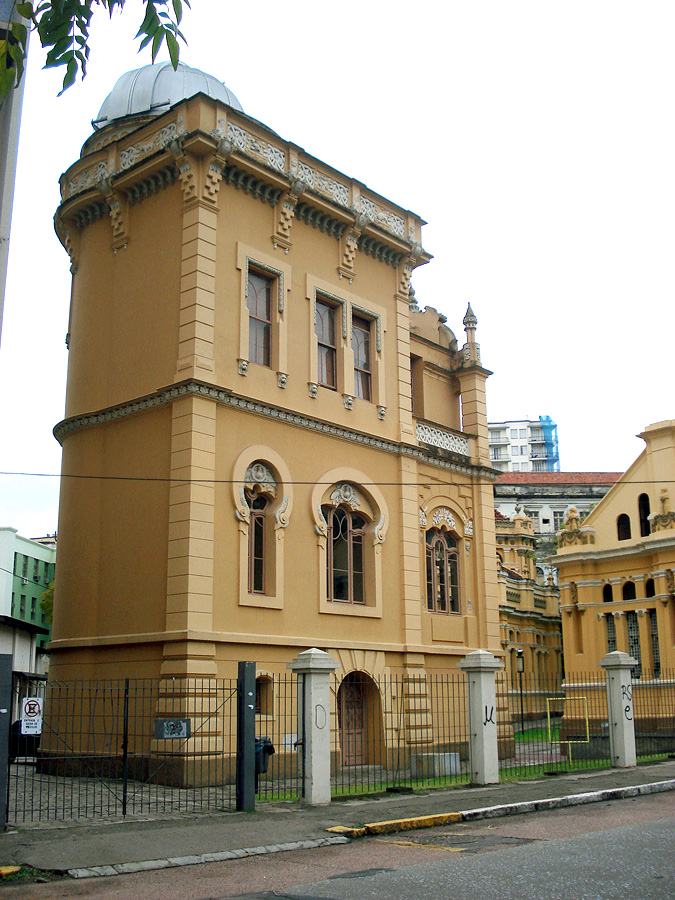
Vista lateral do Observatório Astronômico

Ainda em 1999 foi lançado o Projeto Resgate do Patrimônio Histórico e Cultural, objetivando conservar o seu valioso patrimônio arquitetônico e requalificar sua vasta área construída, na tentativa de amenizar a crônica carência de espaço físico que a universidade enfrenta em razão da sua constante expansão. Também esteve entre os objetivos do projeto oferecer novos recursos educativos e culturais para a comunidade. No ano seguinte a universidade criou a Secretaria de Patrimônio Histórico (hoje Setor de Patrimônio Histórico) para coordenar as ações, e para depois manter um projeto permanente de conservação das estruturas e desenvolvimento de atividades culturais e educativas, como cursos, apresentações artísticas e visitas guiadas.
O projeto foi aprovado no Programa Nacional de Apoio à Cultura, sendo obtido financiamento do Ministério da Cultura para um restauro do complexo através da Lei Rouanet. Para captação de recursos foi instituído o Dia da Doação, que teve uma resposta notável. No primeiro Dia da Doação um único doador destinou 128,6 mil reais, na época suficientes para o restauro de todo o Observatório Astronômico, e mais que o dobro deste valor foi doado por outros benfeitores. Até 2003 a universidade captou 19,4 milhões de reais, mais da metade via Lei Rouanet.
Até 2013 a universidade tinha entregue o restauro da Faculdade de Direito, do Museu da Universidade, da Rádio da Universidade, do Observatório Astronômico, do Castelinho, da Agronomia e do Château, estando avançadas as obras nos demais. Além de recuperar as valiosas estruturas e o seu pleno uso, o projeto de restauro teve uma repercussão crítica muito positiva, recebendo o Prêmio Rodrigo Melo Franco de Andrade do IPHAN em 2000, 2001, 2002 e 2006; o Prêmio Joaquim Felizardo da Secretaria Municipal de Cultura em 2010, e em 2011 a Menção Honrosa do Prêmio Internacional Rainha Sofia de Conservação e Restauração do Patrimônio Cultural, oferecido pelo governo da Espanha. A administração e conservação dos edifícios é compartilhada entre o Setor de Patrimônio Histórico e a Superintendência de Infraestrutura. Embora os edifícios tenham passado anos mal cuidados, segundo Luís Artur Siviero, depois da criação do Setor as diretrizes adotadas para conservação e intervenções são embasadas na legislação vigente e nas cartas patrimoniais adotadas por organismos internacionais como a Unesco.
Segundo Diego Devincenzi, "tais edificações compõem um dos mais antigos e expressivos conjuntos arquitetônicos construídos no Brasil com finalidade de servir à educação superior. [...] A UFRGS possui um conjunto edificado de reconhecido valor histórico e cultural". Para Rodrigues et alii, "essas edificações são obras de inestimável valor arquitetônico e histórico, importantes para a preservação da memória da universidade e da história sociocultural de Porto Alegre. [...] São referência para a memória coletiva de milhares de indivíduos - alunos, ex-alunos, servidores públicos, sociedade porto-alegrense, dentre outros. [...] Este patrimônio cultural edificado é permeado e envolto de significados simbólicos, fazendo reviver memórias e despertando sentimentos de identidade e de pertencimento".

### Escola de Engenharia

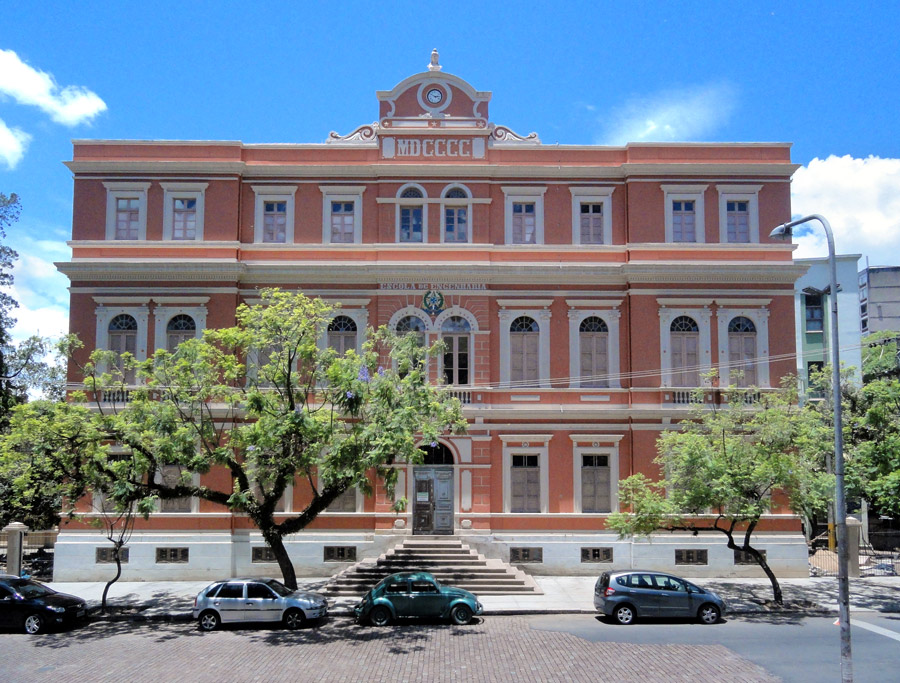
Escola de Engenharia

A Escola de Engenharia da UFRGS foi fundada em 1896, tendo como primeiro diretor o engenheiro João José Pereira Parobé. A ele também coube a tarefa de projetar a sede da escola, iniciando a construção em 1898 e inaugurando-a em 1 de janeiro de 1900. Localizada na Praça Argentina, s/nº, também conhecida como Engenharia Velha, o palacete original tinha um porão e dois pavimentos, concebido com um perfil classicista austero, simétrico, com uma escadaria na entrada, colunetas jônicas nas aberturas em arco do segundo pavimento e um frontão encimado por um busto da República. Em 1912 Manoel Itaqui projetou sua ampliação com mais um pavimento, mas a reforma só foi empreendida na década de 1950, sendo refeita toda a platibanda e frontão. Foi o primeiro prédio construído para sediar um curso superior no estado. Restaurada entre 2008 e 2015, a centenária edificação abriga setores administrativos e o Centro Acadêmico.

### Château
Projetado por Manoel Itaqui e construído a partir de 1906 pelos italianos Francesco Andrighetto e Paolo Paganini, o Château foi inaugurado em 24 de janeiro de 1908. Originalmente era um espaço de trabalho do Instituto Técnico Profissional da Escola de Engenharia, uma escola profissionalizante voltada para filhos de operários e crianças carentes, recebendo as oficinas de marcenaria, carpintaria e serralheria, mais um almoxarifado e um posto de atendimento médico.
Com um estilo eclético influenciado pela Art Nouveau, o prédio tem dois grandes salões e uma torre hexagonal, com fachadas ornamentadas com relevos de motivos vegetais e trabalhos em ferro. Seu aspecto atual é o resultado de várias reformas posteriores que modificaram significativamente o projeto original. Sua restauração ocorreu entre 2003 e 2004, e está localizado na Praça Argentina, s/nº.

### Castelinho

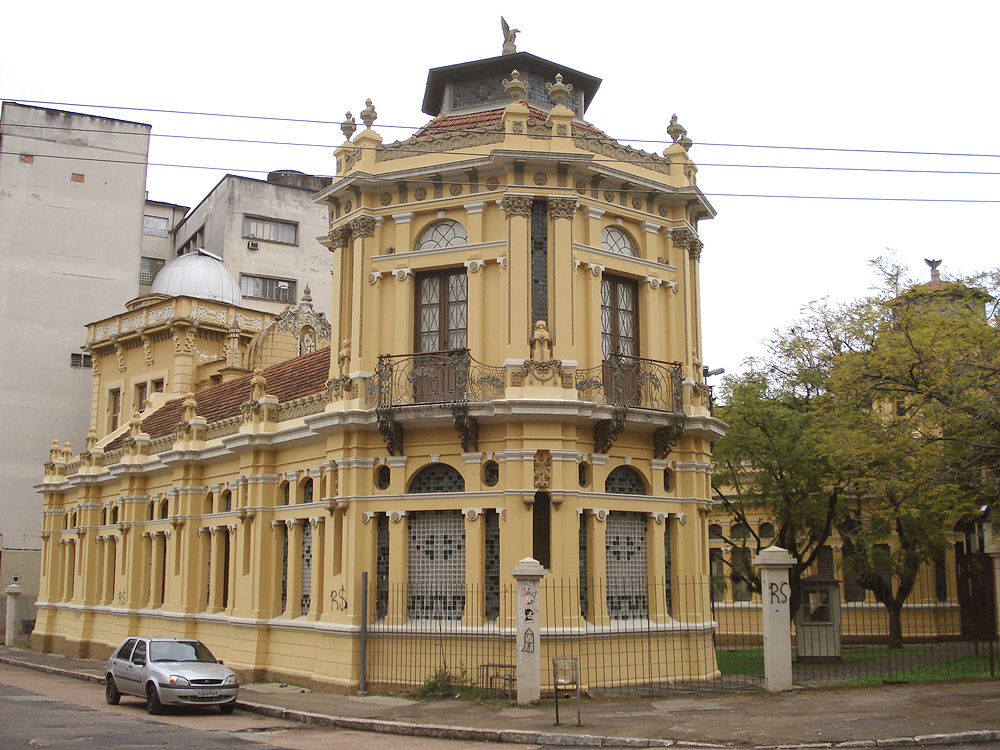
Castelinho.

O Castelinho, situado à Praça Argentina, s/nº, erguido entre 1906 e 1908 com projeto de Manoel Itaqui, foi um espaço destinado a receber equipamentos e ferramental para os laboratórios e oficinas do Instituto Técnico Profissional da Escola de Engenharia, e prestava diversos serviços para a comunidade. Depois o edifício passou a ser a Biblioteca Central da Escola de Engenharia, e posteriormente serviu ao Departamento de Engenharia Nuclear, sendo então desativado. A Escola de Engenharia elaborou um projeto de restauro em 1993, com as obras iniciando em 1996. Foi reinaugurado em 29 de junho de 2006, passando a abrigar o Núcleo Orientado para Inovação da Edificação do Curso de Pós-Graduação em Engenharia Civil.
Também influenciado pela Art Nouveau, o edifício tem um torreão hexagonal associado a um corpo retangular mais baixo e alongado, com rica ornamentação de fachada com elementos florais em relevo, balaustradas em ferro nas sacadas e ânforas e pedestais nas platibandas.

### Observatório Astronômico

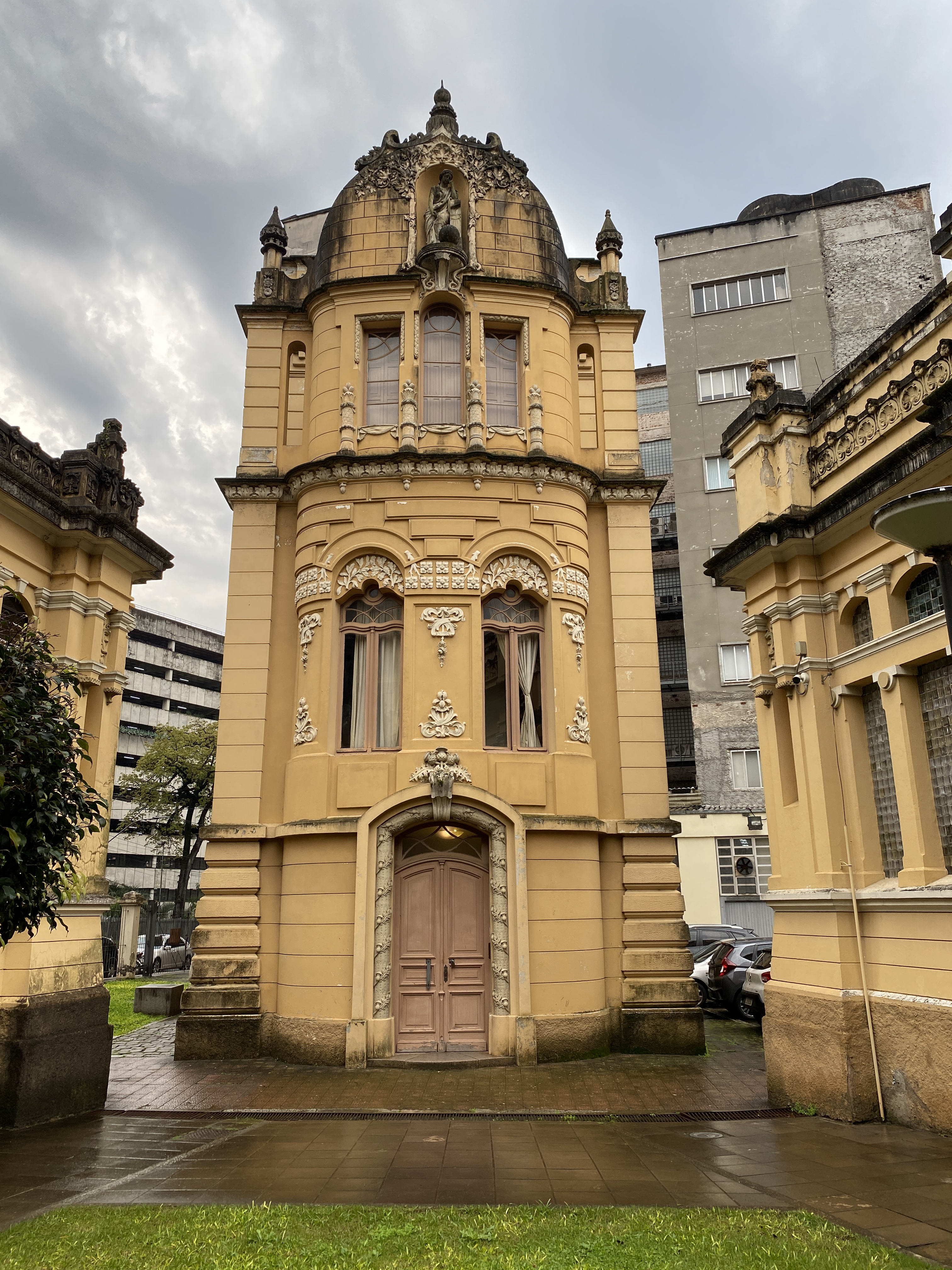
Vista frontal do Observatório

O Observatório Astronômico, situado à Praça Argentina, s/nº, nasceu como Instituto Astronômico e Meteorológico da Escola de Engenharia em 18 de setembro de 1906. A construção da sede iniciou no mesmo ano, sendo inaugurada em 1908. Em 1911 o instrumental científico foi instalado e calibrado pelo astrônomo alemão Frederico Rohnenfurer, passando a operar, e em 23 de setembro de 1912 o Observatório divulgou pela primeira vez a hora certa. Desde seu surgimento foi um órgão de atuação destacada por suas pesquisas e serviços de astronomia e meteorologia.
Em 1921 as operações meteorológicas foram transferidas para outro edifício, que hoje sedia a Rádio da Universidade, ficando o Observatório encarregado apenas da parte astronômica. Na década de 1970 a maior parte das atividades remanescentes foram transferidas para um novo Observatório no Campus do Vale, sendo vinculado ao Instituto de Física. Tendo preservado a maior parte do instrumental original usado nas observações astronômicas, na previsão do tempo e na determinação da hora certa, em 2008 foi criado o Museu do Observatório, com um rico acervo de instrumentos, entre eles lunetas, pêndulos de precisão, cronógrafos, cronômetros, teodolitos, relógios, barômetros e sismógrafos.
Atualmente o Observatório desenvolve atividades voltadas à comunidade, como visitas guiadas, oficinas, palestras, exposições e observação do céu, servindo como um espaço de divulgação da Astronomia e de promoção da cultura científica entre o público leigo. Continua sendo uma unidade de ensino, onde professores do ensino básico recebem formação espacial, e ali têm um laboratório prático os estudantes da UFRGS dos cursos de Física, Astrofísica, Engenharia Elétrica, Engenharia Civil, Engenharia de Energia e Geografia.
Projetado por Manoel Itaqui em estilo eclético, o prédio é outro exemplo precoce da influência da Art Nouveau em Porto Alegre. Com três pavimentos, originalmente tinha duas torres, uma cilíndrica com a cúpula de observação, e outra de base quadrada, esta já demolida. Na fachada destacam-se a escultura representando Urânia, a musa da Astronomia, a decoração com motivos fito e zoomórficos, frisos em relevo com imagens das constelações e dos planetas, requintada caixilharia em madeira com acabamentos rendilhados, e a cúpula giratória em ferro e madeira do laboratório de observação. Também notável é a pintura mural representando Cronos, o deus do Tempo, realizada no interior do terceiro pavimento. Este prédio, além de receber proteção do Estado do Rio Grande do Sul, foi tombado pelo Patrimônio Nacional.

### Instituto Eletrotécnico

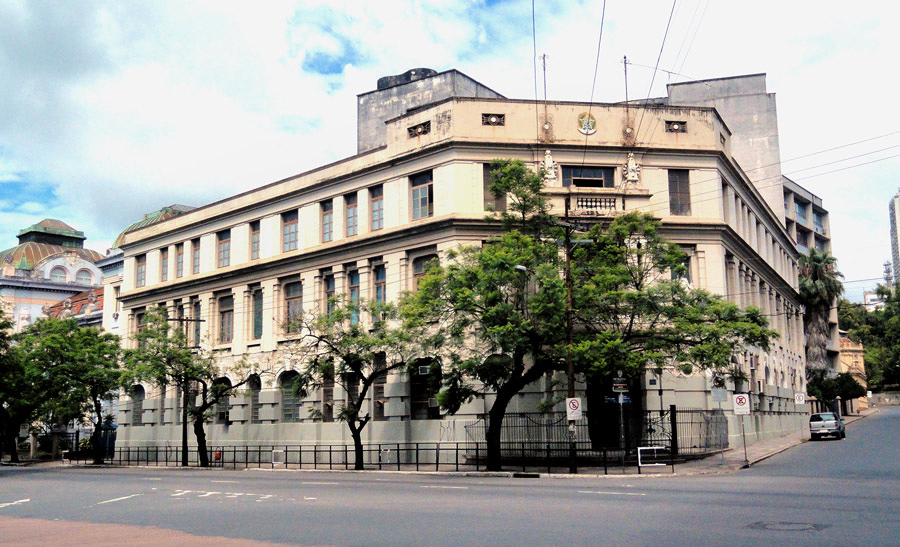
Instituto Eletrotécnico.

O Instituto Eletrotécnico da Escola de Engenharia foi fundado em 7 de março de 1908, sendo a primeira escola do Brasil voltada à formação de engenheiros mecânicos, engenheiros eletricistas e técnicos montadores, tendo um papel importante na indústria eletrotécnica, que na época de sua construção experimentava uma rápida expansão. Seu equipamento foi importado dos Estados Unidos e da Europa e a maioria dos seus professores eram estrangeiros. Em 1922 foi rebatizado como Instituto Montaury, em homenagem ao intendente de Porto Alegre José Montaury. Hoje o edifício é usado pelo Departamento de Engenharia Elétrica.
Localizado na Avenida Osvaldo Aranha nº 103, na esquina com a Rua Sarmento Leite, o responsável pelo projeto foi Manoel Itaqui, e a construção foi levada a cabo por Francisco Andrighetto e Paolo Paganini entre 1906 e 1910. Pouco depois de pronto Itaqui já providenciou uma ampliação, e em 1951 o Setor de Obras da Universidade acrescentou mais um pavimento, quando algumas aberturas foram modificadas e toda a decoração da parte superior do prédio foi removida. Seu desenho mostra linhas Art Déco, com um pórtico de esquina com colunas e pilastras duplas pesadas, e estatuária decorativa de Frederico Pellarin, representando a Eletricidade e a Mecânica. Também aqui, como no Castelinho, a vedação de algumas aberturas ainda apresenta painéis em tijolo de vidro tipo pavê de origem francesa. Os espaços de circulação interna são revestidos de ladrilhos hidráulicos.

### Instituto Parobé

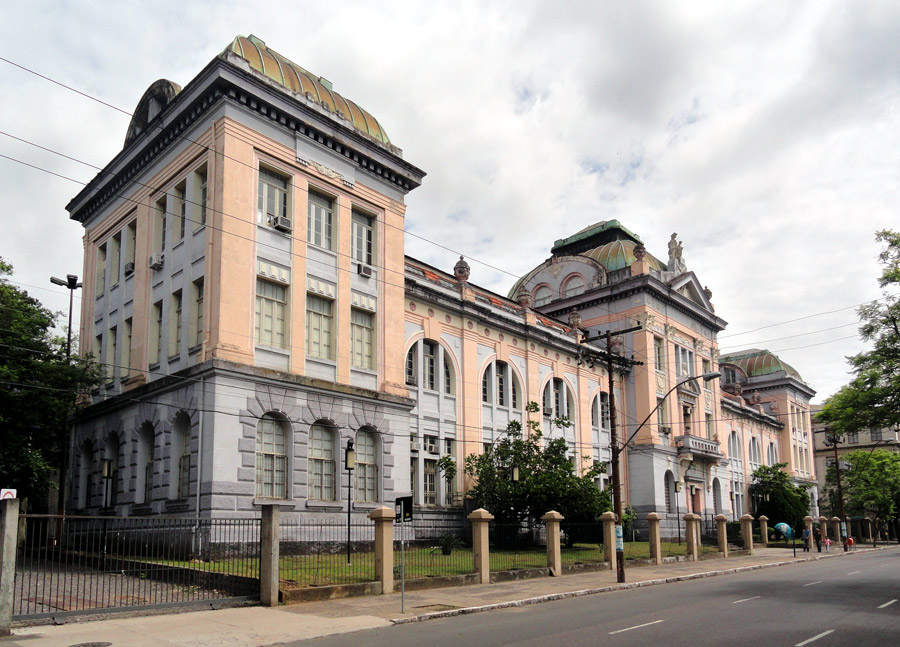
Instituto Parobé.

O Instituto Técnico Profissional Benjamin Constant da Escola de Engenharia foi criado em 1906, e em 1908 passou a funcionar nos prédios hoje denominados Château e Castelinho e, ainda, em outros pavilhões posteriormente demolidos. Em 1916 foi rebatizado Instituto Parobé, homenageando o antigo diretor da Escola de Engenharia. Em sua origem foi a mais importante escola técnica do Rio Grande do Sul, formando mestres e contramestres para as áreas da construção mecânica e civil, marcenaria e artes gráficas. Destinava-se à população de baixa renda e o ensino, gratuito, era em regime de internato.
A expansão das suas atividades obrigou à construção da atual sede do Instituto, que mudou-se para ali em 1928. Em 1936 o Instituto desvinculou-se da universidade por ser uma escola de nível médio, e em 1961 foi transferido para outro local. De 1970 a 1985 o prédio serviu ao Instituto de Matemática. Em 2024 era utilizado pelos cursos de graduação e pós-graduação em Engenharia Mecânica e pelo Museu do Motor.
Localizado na Rua Sarmento Leite nº 425, o projeto é do arquiteto Chrétien Hoogenstraaten, sua construção foi encarregada a Francisco Andrighetto e começou em 1925, sendo inaugurado em 1928. A construção eclética de três pavimentos tem uma concepção classicista, com uma fachada simétrica, um corpo principal e três volumes em destaque, na entrada e nas extremidades, cobertos por cúpulas de bronze. A fachada tem pilastras coríntias da Ordem Colossal, ornamentos em relevo e estatuária no topo.

### Faculdade de Direito

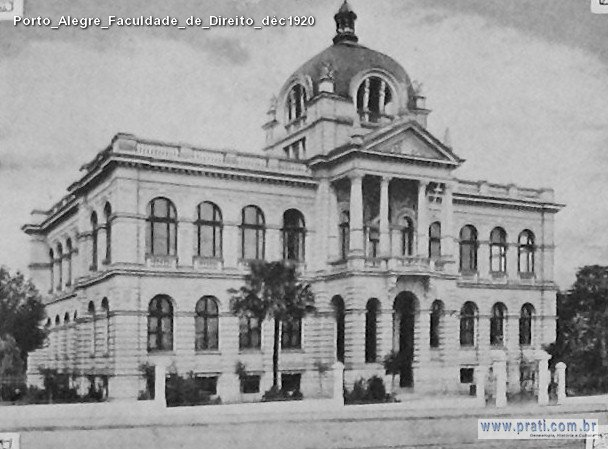
Foto antiga da Faculdade de Direito. Atualmente a fachada fica em sua maior parte oculta por densa arborização

A Faculdade Livre de Direito de Porto Alegre, criada em 17 de fevereiro de 1900 como a primeira do gênero na região sul do Brasil, foi um dos marcos do ensino humanístico na UFRGS. A sua sede está na Avenida João Pessoa nº 80. O projeto é do arquiteto Hermann Otto Menschen, inspirado no palácio do kaiser alemão Guilherme I, e a execução ficou a cargo do escritório de Rudolph Ahrons. Iniciada em 1908, a construção enfrentou diversas dificuldades financeiras. Fundos foram finalmente levantados após realização de coletas e quermesses, sendo inaugurada em 15 de julho de 1910 com um grande baile na casa do seu diretor, o desembargador Manoel André da Rocha. Ao longo do tempo o edifício também abrigou a Escola de Comércio da Faculdade de Direito, cursos da Faculdade de Filosofia, Ciências e Letras, e setores da Reitoria. Em 1951 recebeu uma ampliação para acomodar a Biblioteca e o Salão Nobre, sendo restaurado entre 2000 e 2004.
O edifício é um grande bloco retangular de disposição simétrica, com porão semi-enterrado e mais dois pavimentos, uma entrada centralizada e destacada com um pórtico monumental com três vãos em arco e frontão clássico com colunata coríntia. O volume da entrada é arrematado por um torreão coberto por uma cúpula revestida de telhas escamadas, finalizada por uma lanterna de base octogonal.
A fachada tem um tratamento de superfície variado, o piso inferior tem uma aparência mais sólida, pesada e rústica, e o nível superior é tratado com mais leveza e elegância, tem janelas em arco, relevos com motivos vegetais e platibanda com quatro esculturas de grifos dos cantos, criadas por Frederico Pellarin. No frontão triangular está instalada uma estátua de Têmis, deusa da justiça. O saguão é ornamentado com uma escadaria de mármore e balaustrada com estuques em estilo veneziano, vitrais representando a Justiça, a Doutrina e a Ciência, e pinturas murais. Este prédio foi tombado pelo Patrimônio Histórico Nacional.

### Instituto de Química

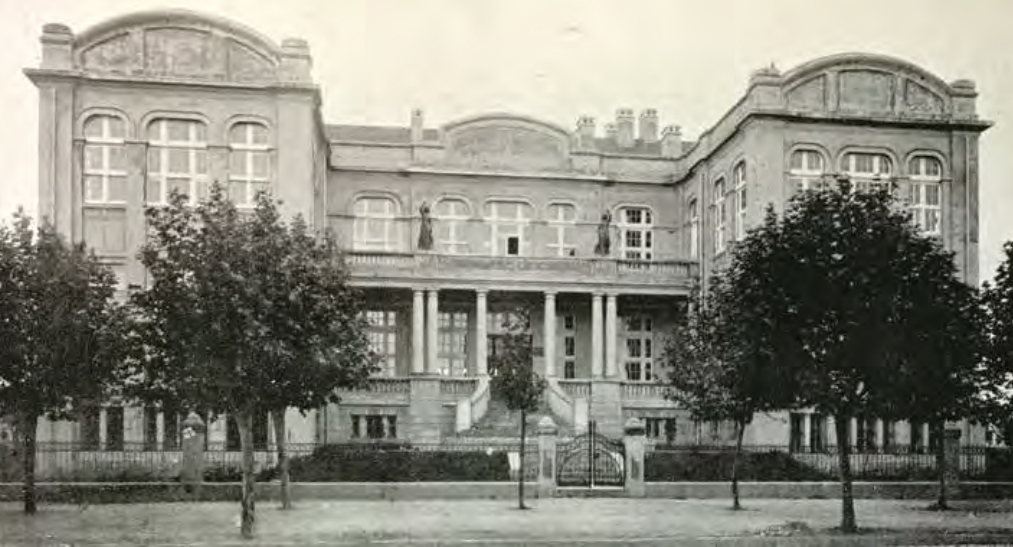
Instituto de Química em c. 1930

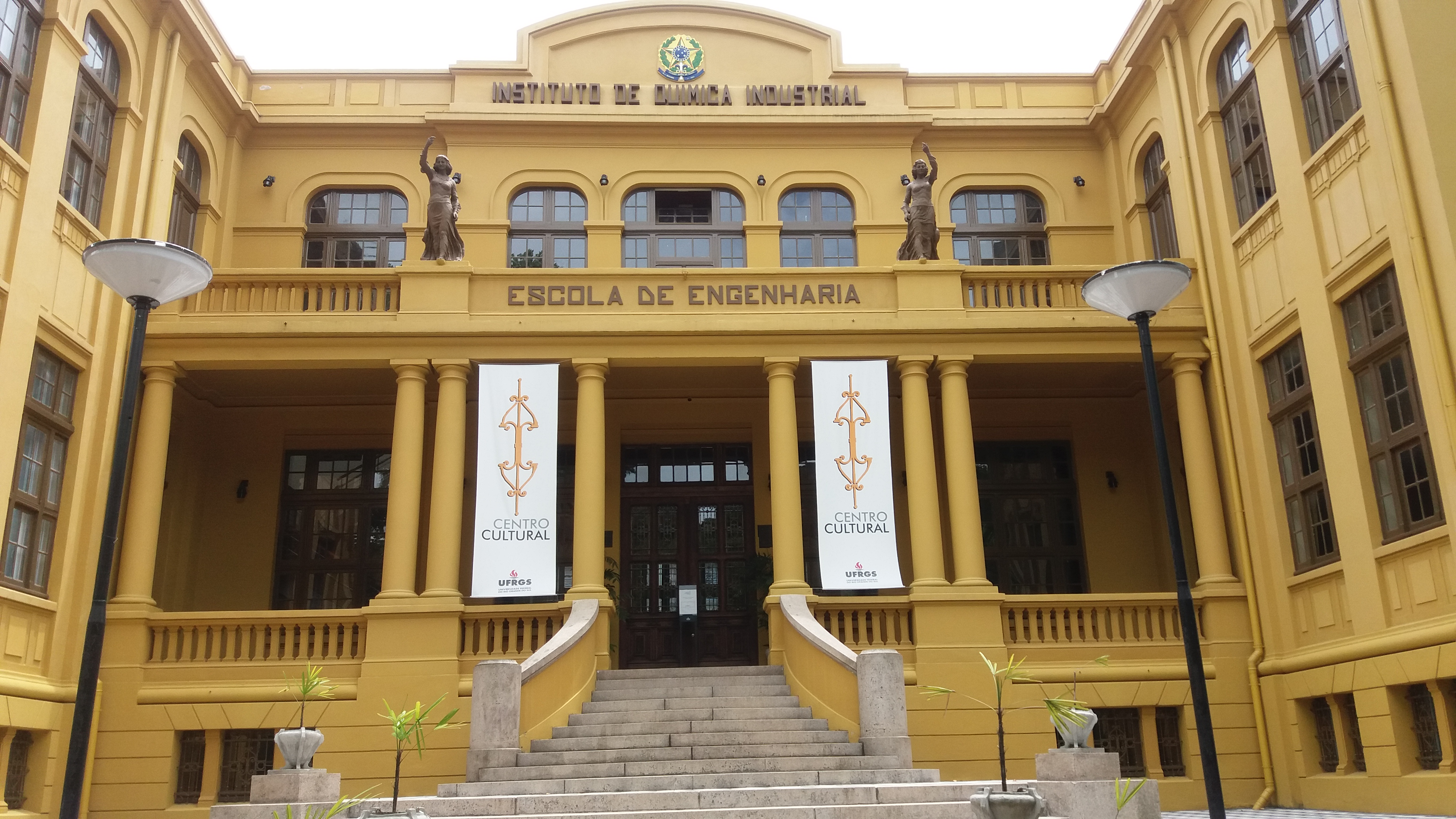
Instituto de Química em 2019

O Curso de Química Industrial da Escola de Engenharia foi criado em 1920 para atender à crescente demanda interna de tecnologia, cuja absorção de fontes europeias havia sido bloqueada após a crise decorrente da I Guerra Mundial. Primeiramente instalado no Instituto Eletrotécnico, em virtude da expansão de suas atividades o curso precisou transferir-se para outra sede, situada na Rua Luiz Englert. Em 1925 o curso foi transformado em Instituto de Química Industrial, tornando-se Instituto de Engenharia Química em 1955. Em 1970 desvinculou-se da Escola de Engenharia.
O projeto é de autoria desconhecida, e sua construção se deu entre 1922 e 1924, sob a responsabilidade do escritório de Francisco Andrighetto. A inauguração oficial, contudo, só ocorreu em 8 de junho de 1926, quando o porão foi finalizado. Recebeu acréscimos laterais em 1944. Em três pavimentos, tem uma entrada em recuo e dois blocos laterais em projeção. A fachada apresenta no centro uma escadaria de acesso e uma galeria aberta protegida por um terraço, configurando um mirante. Essa galeria é valorizada pela presença de colunas toscanas alternadas entre duplas e simples e esculturas femininas que simbolizam a Química.
Em 1981 o prédio foi desocupado com a transferência do Instituto para o Campus do Vale, passando a ser usado por órgãos administrativos e alguns laboratórios, e também para atividades didáticas. O restauro iniciou em 2015, sendo recuperadas as características originais e melhorada a acessibilidade. Sentindo a necessidade de viabilizar demandas por atividades culturais, no processo de restauro a universidade requalificou os antigos laboratórios, salas de aula e unidades administrativas, transformando-os em quatro auditórios, sete salas multiuso, cinco salas de exposição, dois estúdios e uma copa.
Em 20 de agosto de 2018 o antigo Instituto de Química foi reinaugurado como Centro Cultural da UFRGS, organizando oficinas, atividades didáticas, exposições, visitas guiadas, apresentações de teatro e música, contação de histórias, eventos, lançamentos de livros, palestras, encontros e seminários. Segundo o jornal Correio do Povo, mesmo tendo sido inaugurado há pouco tempo, o Centro Cultural da UFRGS "já faz parte da vida cultural de Porto Alegre".

### Museu da UFRGS

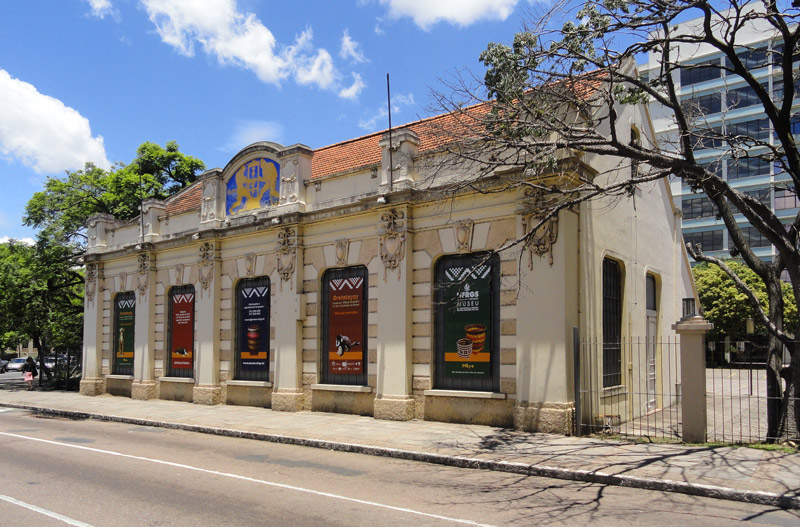
Museu da UFRGS

A sede do Museu da UFRGS foi projetada pelo engenheiro Manoel Itaqui. Construída a partir de 1910 e inaugurada em 1915, foi ampliada em 1919. Inicialmente serviu como Laboratório de Resistência dos Materiais da Escola de Engenharia, vindo a ser um órgão de vanguarda na pesquisa e desenvolvimento de novas tecnologias, especialmente as voltadas para a construção civil. Entre 1943 e 1966 o prédio foi ocupado pelo Instituto Tecnológico do Rio Grande do Sul, e a partir de 1972 serviu como laboratório do Curso de Tecnologia do Couro, visando atender à necessidade de mão de obra especializada no setor coureiro, passando a ser conhecido como o Prédio dos Curtumes e Tanantes.
A fachada principal, na Avenida Osvaldo Aranha nº 277, tem uma disposição simétrica, com cinco grandes janelas, pilastras e platibanda com relevos decorativos, destacando-se um frontão com uma pintura de duas figuras humanas operando uma máquina, que representam o Trabalho. Originalmente ficava dentro de um terreno cercado de muro e gradil, que desapareceram com a ampliação da avenida em frente. Em meados da década de 1990 o prédio estava decadente e foi interditado. As obras de restauração e adaptação para receber o museu ocorreram entre 1999 e 2002.

### Faculdade de Medicina

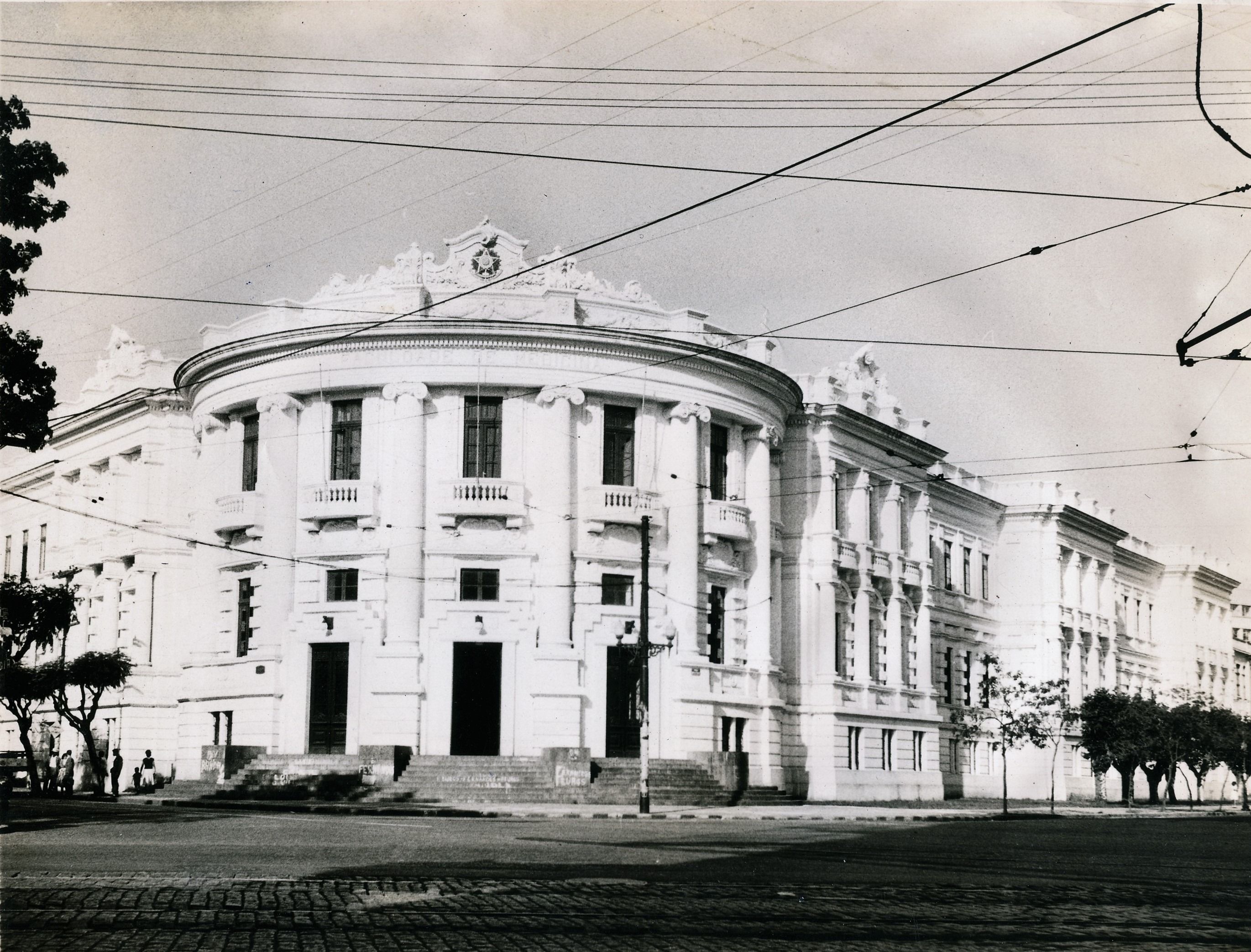
Antiga Faculdade de Medicina, antes de as árvores bloquearem a visão da fachada.

A Faculdade Livre de Medicina foi fundada em 25 de julho de 1898, resultado da fusão do Curso de Partos da Santa Casa de Misericórdia com a Escola Livre de Farmácia e Química Industrial, e no mesmo ano foi criado o Curso de Odontologia. Inicialmente as aulas aconteciam em duas pequenas salas da Escola Normal, mas a rápida expansão das atividades forçou à construção de uma sede própria.
O terreno, localizado na Rua Sarmento Leite nº 320, onde era o antigo Circo das Touradas, foi doado pela Intendência Municipal. Com projeto de Theodor Wiederspahn e construção pela empresa de Rudolf Ahrons, as obras iniciaram em 1912,  sendo interrompidas em 1914 por conta da eclosão da I Guerra Mundial. Contando com um empréstimo do governo do estado, os trabalhos foram retomados em 1919, com o projeto original muito modificado por Augusto Sartori, que incluiu um grande volume semicircular na esquina, e substituiu as estátuas que deveriam adornar a platibanda por jarros ornamentais, e as grandes cúpulas de bronze que deveriam cobrir os blocos em projeção, por telhado comum oculto por uma platibanda e frontões. Adornos criados por Frederico Pellarin foram mais tarde removidos. A inauguração ocorreu em 31 de março de 1924.
Foram realizados acréscimos em 1937 na ala direita, que sofreu novas reformas em 1952 para instalar o Instituto Anatômico e o Anfiteatro, e em 1955 a ala esquerda também foi aumentada para receber o Instituto de Fisiologia e Microbiologia, completando um vasto edifício. Com a transferência da Faculdade para o Hospital de Clínicas em 1974, os espaços foram ocupados pelo Instituto de Biociências e, após, pelo Instituto de Ciências Básicas da Saúde.
De estilo eclético com forte influência neobarroca, destacam-se na sua fachada o bloco de entrada, como pilastras jônicas da Ordem Colossal, as aberturas com sacada e balaustrada, a cornija saliente com platibanda acima, e o grande frontão profusamente decorado com o brasão da República, volutas e outros arabescos esculpidos. Outros frontões menores coroam os blocos secundários do prédio, que tem diversos volumes em projeção, colunas e revestimento simulando pedras rústicas. No interior há vitrais e luminárias de bronze, e uma grande escadaria de mármore conduz ao Salão Nobre, decorado com forro de estuque e pinturas murais.

### Rádio da Universidade

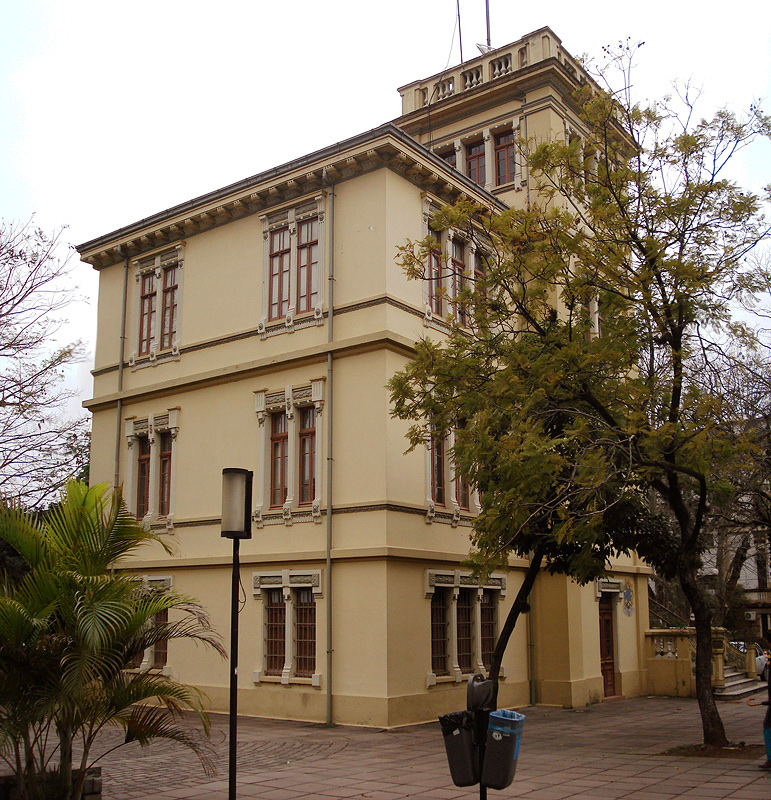
Rádio da Universidade

Localizado na Rua Sarmento Leite nº 426, o prédio foi construído entre 1920 e 1921 onde existiu um velódromo. O projeto de 1919 é de Adolph Alfred Stern. Originalmente sediou a Direção e a Seção de Meteorologia do Instituto Astronômico e Meteorológico da Escola de Engenharia. A partir de 1942, os serviços de meteorologia foram absorvidos pelo Ministério da Agricultura, Indústria e Comércio, sendo a seção desativada. Em 7 de março de 1960, após passar por uma reforma, foi reinaugurado como sede da Rádio da Universidade, que funcionava desde 1 de julho de 1950 em outro local. Recebeu reparos em 1989 e 1992, e entre 2001 e 2002 foi todo restaurado, sendo reinaugurado em 15 de agosto de 2002.
A fachada, de linhas sóbrias, tem na entrada uma escadaria de mármore que leva ao segundo piso, com guarda-corpo vazado e trabalho em ferro, e no patamar junto à porta de entrada há uma cobertura de ferro e placas de vidro. Arremata o edifício um pequeno torreão.

### Faculdade de Agronomia

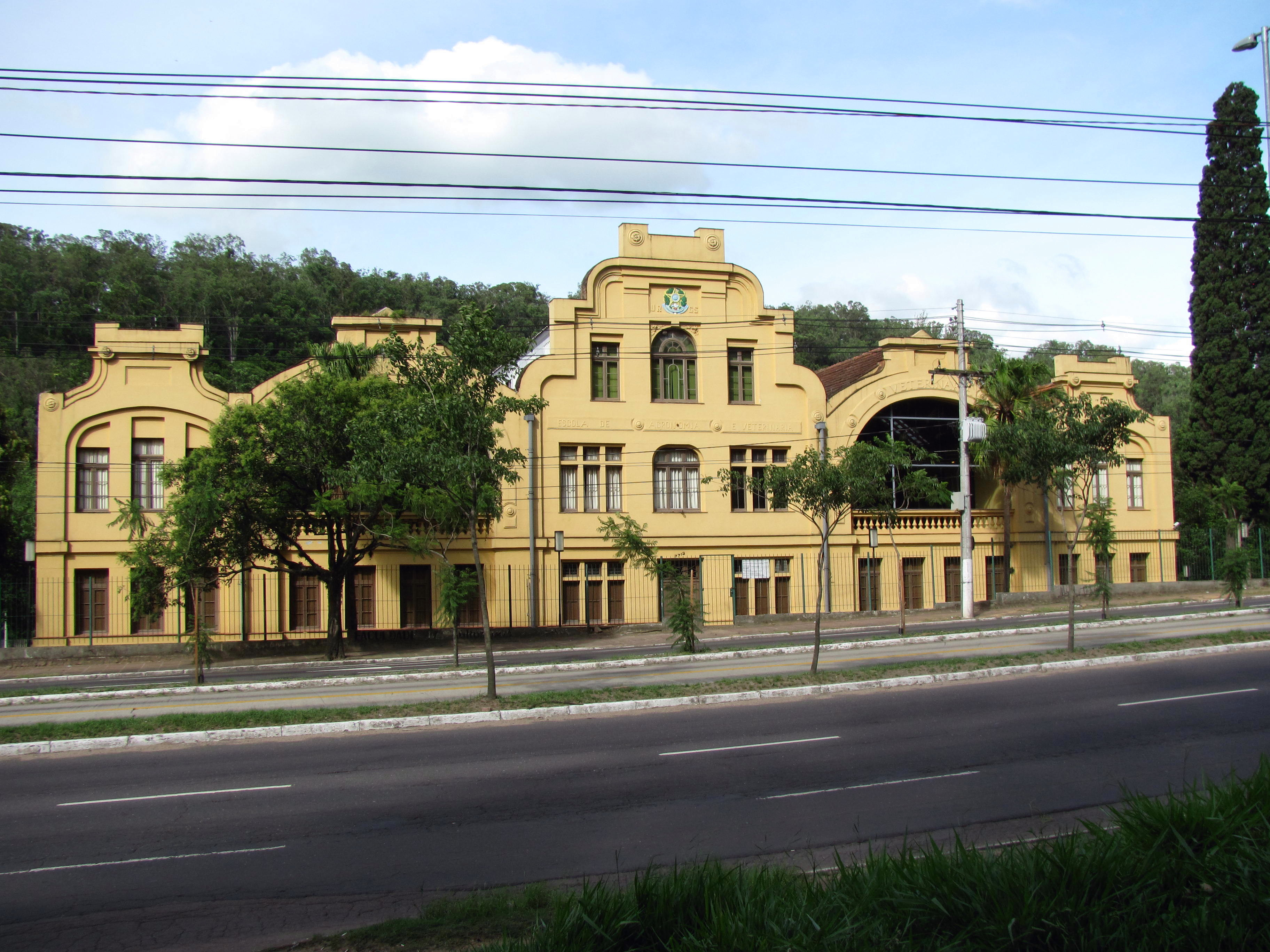
Faculdade de Agronomia

À parte do Campus Central, o prédio da Faculdade de Agronomia foi o único construído distante do centro, no Campus do Vale, com endereço na Avenida Bento Gonçalves nº 7712. O Curso de Agronomia foi criado em 1898, anexo à Escola de Engenharia, e foi extinto logo após a formação da sua primeira turma em 1902. Em 1910 foi reestruturado, sendo reaberto como Instituto de Agronomia e Veterinária, dedicado à formação de engenheiros agrônomos e médicos veterinários, bem como de técnicos de agronomia e capatazes rurais. O complexo tinha instalações modernas, contando com biotério, biblioteca, anfiteatro, hospital veterinário, residências para professores, pavilhões para oficinas, laboratórios e estábulos, ali funcionando o Instituto, a Estação Experimental de Agronomia, o Posto de Zootecnia e o Patronato Agrícola.
Em 1917 passou a denominar-se Instituto Borges de Medeiros. Em 1934 desvinculou-se da Escola de Engenharia e foi transformado em Escola de Agronomia e Veterinária. Em 1968 a Veterinária foi desmembrada em um curso independente e transferida para outra sede.
O projeto do edifício data de 1909, de autoria do engenheiro Manoel Itaqui, e era bastante ousado e original para a época. Sua construção ocorreu entre 1910 e 1913 com supervisão do engenheiro João Maria Palaof. O núcleo central possui três pavimentos e cada um dos blocos laterais é constituído por um amplo salão coberto por uma estrutura em forma de arco, e um volume em dois pavimentos. Restaurado, foi reinaugurado em 14 de outubro de 2009.

## Segunda Geração

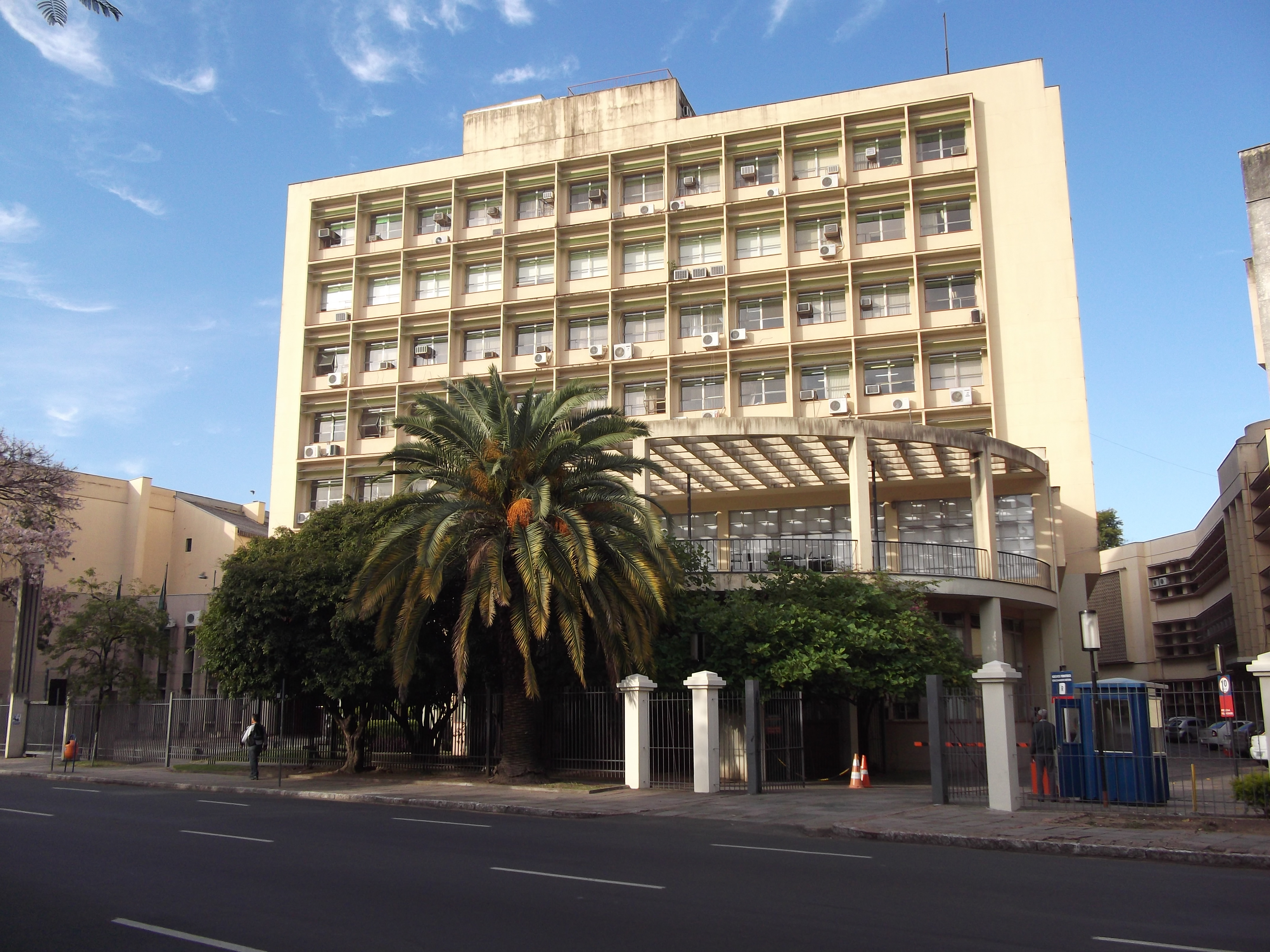
A Reitoria

A chamada "Segunda Geração" dos prédios históricos da UFRGS foi construída entre as décadas de 1940 e 1960, estando espalhados entre o Campus Central e o Campus Saúde, seguindo-se à federalização da universidade e sua rápida expansão, que exigia espaço físico adicional. Embora guardem um significativo interesse arquitetônico e histórico, são menos conhecidos e muito menos estudados.
Entre 1941 e 1943 foi construído o prédio novo do Instituto de Artes, num período em que, por disputas administrativas, ele estava desvinculado da UFRGS, e entre 1951 e 1964 foi levada a cabo uma grande campanha construtiva, sendo inaugurados os prédios da Faculdade de Filosofia, com os anexos do Anfiteatro e do Diretório Acadêmico, o Instituto de Ciências Naturais, o Pavilhão de Tecnologia do Instituto de Química, a Reitoria, o Salão de Atos, a Faculdade de Ciências Econômicas, a Faculdade de Arquitetura, a Engenharia Nova, o Colégio Aplicação, a Faculdade de Biblioteconomia e Comunicação, a Faculdade de Odontologia e a Faculdade de Farmácia. Construídos em concreto, em estilo modernista, sua construção se deve a negociações nem sempre fáceis com a Prefeitura, que por longos anos manteve a ideia de fragmentar e reurbanizar a área do parque, expulsando a universidade. Com a construção de novos campi, o Campus do Vale e o Campus Saúde, o congestionado Campus Central foi sendo reestruturado.
Na década de 1980, na gestão do reitor Ferraz, na esteira do Projeto Centro Cultural, os prédios da Economia, Filosofia, Engenharia Nova, Salão de Atos e Reitoria passaram por restauro e adaptação para novos usos. Todo o conjunto da "Segunda Geração" foi incluído pela Prefeitura no Inventário dos Bens Imóveis de Valor Histórico e Cultural e de Expressiva Tradição, exceto o Aplicação, o Diretório Acadêmico da Filosofia e o Pavilhão de Tecnologia. A proteção do entorno concedida pelo IPHAN aos dois antigos tombados reforça a necessidade de sua preservação.

### Reitoria e Salão de Atos

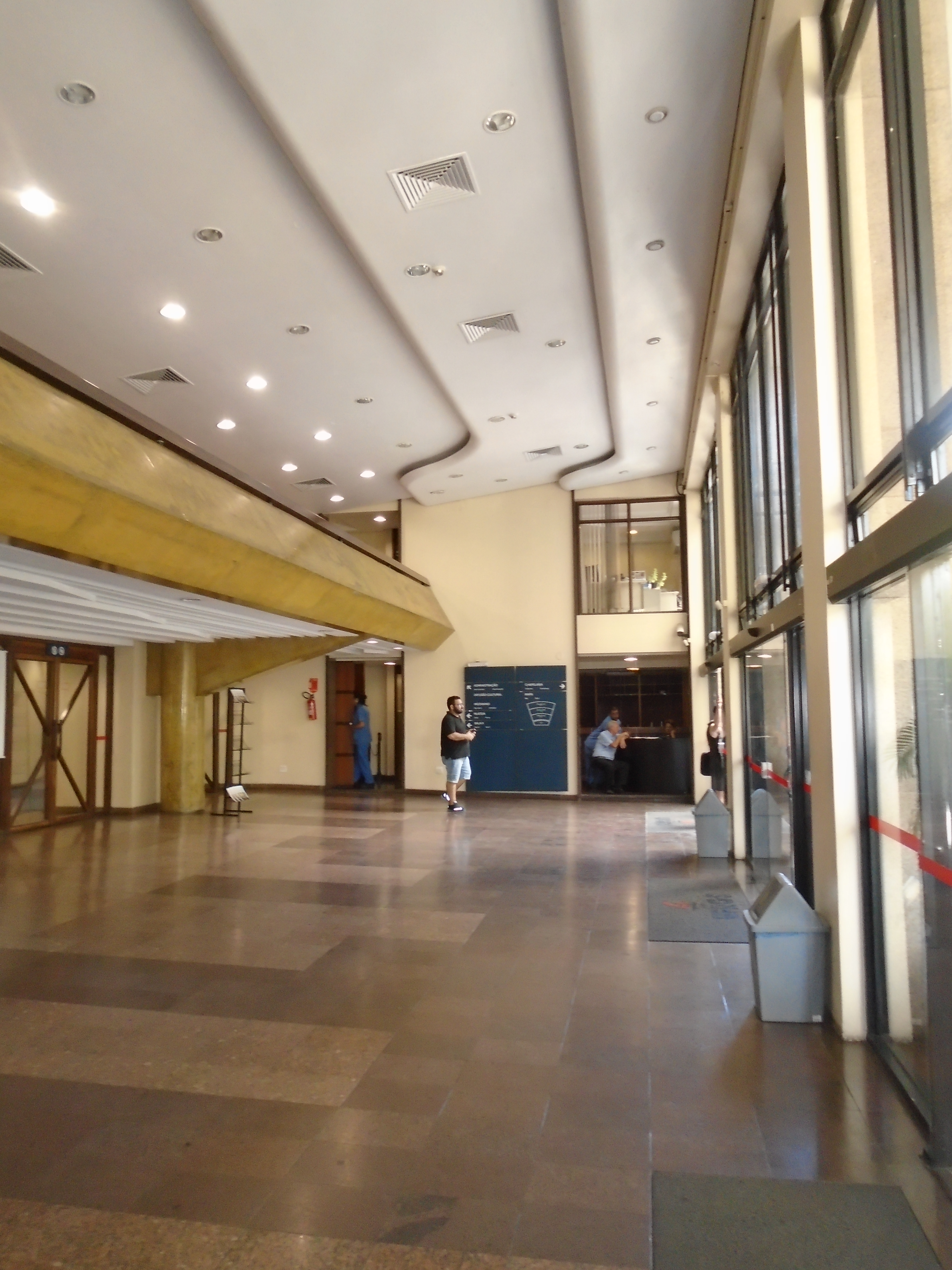
Saguão do Salão de Atos

Com a fundação da universidade em 1934 sua primeira Reitoria foi instalada no edifício da Faculdade de Direito. Em 1954 mudou-se para o prédio da Economia, aguardando a conclusão de uma sede própria, concluída em 1957, resultando num grande edifício para a administração central, tendo um vasto Salão de Atos anexo. O projeto foi de Fernando Petersen Lunardi, e os interiores foram desenhados por Frederico Michel Miller. Ambos eram professores da UFRGS. Situado no Campus Central, o local escolhido já estava sendo ocupado por uma obra em andamento, destinada a receber um ambulatório médico, mas estando no início, foi paga uma indenização e o local foi liberado.
A Reitoria tem um bloco largo na base com perfil redondo nas extremidades, com grande saguão, dois pavimentos de grande pé-direito, onde há grandes salas para atividades culturais, e um corpo elevado retangular mais esguio, com 5 pavimentos, destinados às salas de administração. O Salão de Atos é um amplo bloco em formato de leque, de grande altura, contando com palco, poço para orquestra, plateia e galerias no interior, com capacidade para mais de 2 mil assentos, conectado a uma entrada com volumetria mais baixa. A Reitoria desde sua construção só passou por pequenas alterações internas, e em 1986 o antigo Restaurante passou a sediar a Biblioteca Central. Em 1987 o Salão de Atos foi quase integralmente reconstruído para sua readequação ao uso contemporâneo. Suas fachadas são sóbrias, lineares e cobertas em cirex, com ritmos regulares de cheios e vazios salientados por elementos de proteção solar.

### Instituto de Artes

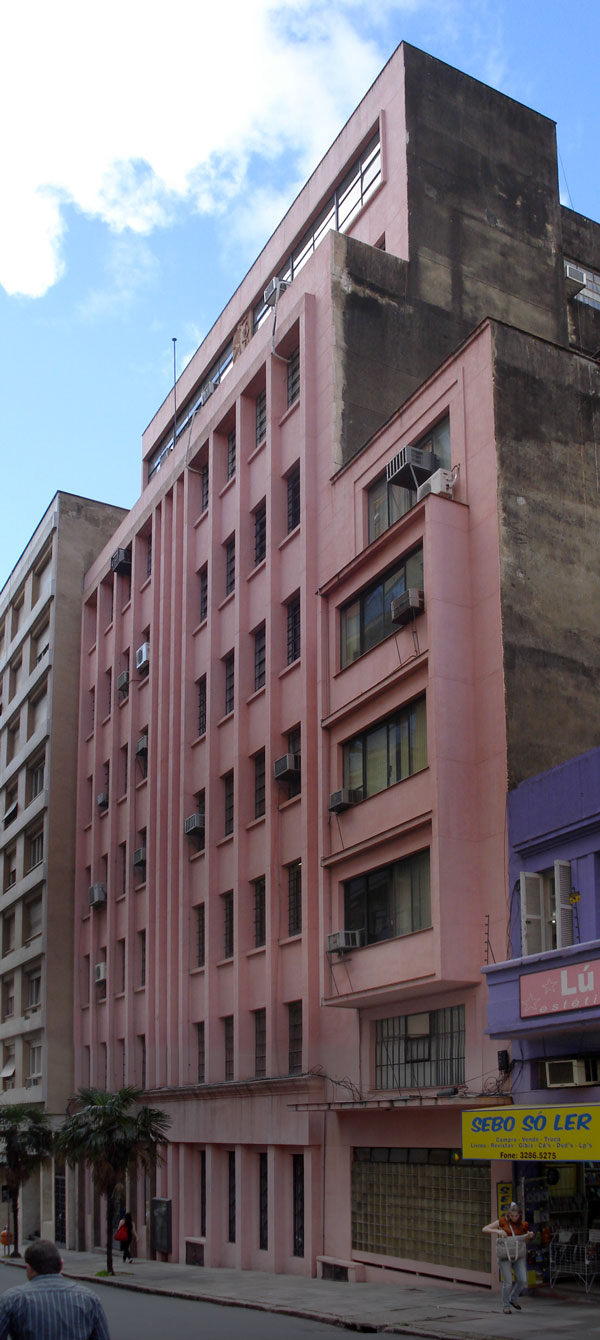
Sede do Instituto de Artes

O Instituto de Artes foi fundado em 22 de abril de 1908, sendo neste momento uma escola independente com os departamentos de Música e Artes, instalados respectivamente em 1909 e 1910. A primeira sede foi um pequeno prédio de estilo neoclássico já existente na Rua Senhor dos Passos nº 248, que havia sido construído pelo arquiteto Julius Weise 
para uma loja maçônica, alugado em 1909 pelo Instituto e adquirido em 1913 por 30 contos de reis, ampliado com mais um pavimento entre 1914 e 1915. Com a expansão das atividades, foi necessário construir uma sede maior. O desejo de uma nova sede já é registrado nas atas do Instituto em 1927. Alguns projetos foram desenvolvidos neste momento, mas foram abandonados. Foi resolvida então a demolição da sede antiga e construção de uma nova no mesmo local, com financiamento de 400 contos de réis na Caixa Econômica e doações de professores e privados. A pedra fundamental foi lançada em 14 de novembro de 1941, sendo inaugurada em 1º de julho de 1943.
A autoria do projeto é de Fernando Corona, que desenhou um bloco central elevado e duas alas laterais simétricas mais baixas, mas apenas o bloco central foi executado. Tem linhas modernistas austeras, fachada com janelas em fita e oito pavimentos. A construção foi confiada à empresa de engenharia de José de Carvalho. Em 1952 foi iniciada a construção de um bloco anexo para alocar os ateliês de Artes Visuais, e no início da década de 1960 foi adquirido um pequeno prédio comercial ao lado para receber o Arquivo Geral da instituição. Seu interior contém diversas obras de arte. No saguão há bustos em bronze com as efígies de Tasso Corrêa e Leonardo da Vinci, e cópias em gesso das estátuas clássicas do Apolo Belvedere e da Vênus de Milo, adquiridas já nos primeiros tempos para servirem de modelo anatômico para os alunos. No bar há um painel de azulejos de João Fahrion da década de 1940, intitulado As moças brasileiras, e no vestíbulo das salas de aula do oitavo andar há um relevo de cerâmica de Fernando Corona com quase 3 metros de altura. Na Sala 81 há uma pintura mural de Aldo Locatelli com quase 6 metros de extensão, inspirada na iconografia clássica, e na Sala 82 outro mural do mesmo artista com quase 10 metros de extensão, As Artes, uma alegoria das artes que inclui a representação de várias figuras ilustres da história do Instituto, ambos criados para as comemorações do cinquentenário da escola em 1958, estando entre as principais obras do artista.
Além deste prédio, o Instituto de Artes mantém uma sede secundária que antes pertenceu à Faculdade de Medicina, na Avenida Salgado Filho nº 340, construída no início do século XX para receber o Curso de Odontologia. É uma edificação neoclássica, com volume regular e fachada simétrica. A Odontologia permaneceu ali até 1968, quando se transferiu para a nova sede concluída no Campus Saúde. Passou por uma reforma para receber o Departamento de Arte Dramática e um pequeno teatro.

### Faculdade de Ciências Econômicas

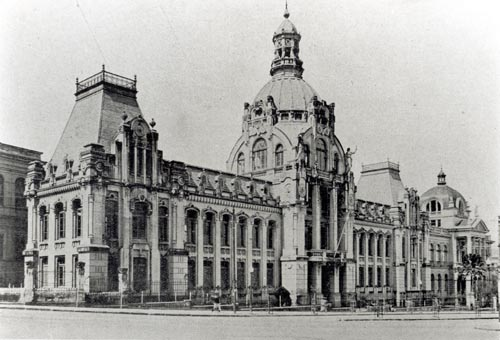
O antigo prédio do Ginásio

Localizado na Avenida João Pessoa, nº 52, no Campus Central, o prédio da Faculdade de Ciências Econômicas foi construído entre 1952 e 1954, sobre os alicerces remanescentes do Ginásio do Rio Grande do Sul, originalmente um departamento da Escola de Engenharia, fundado em 23 de março de 1900 e instalado em um prédio eclético monumental e ricamente decorado, que foi todo destruído em um incêndio em 1951. A Faculdade de Ciências Econômicas fora fundada em 1909 como Escola de Comércio, um departamento da Faculdade de Direito. O autor do projeto é desconhecido. Com 4 pavimentos, a volumetria do edifício novo se aproxima muito daquela do antigo Ginásio, embora tenha um aspecto todo diverso, alinhado à estética modernista. O prédio abrigou também a Reitoria por um breve tempo (1954-1957), até que sua própria sede fosse concluída. Em 1959 a ala direita foi ampliada na parte de trás para se criar um auditório, um escritório modelo e novas salas de aula, recebendo pequenas ampliações mais tarde.

### Engenharia Nova

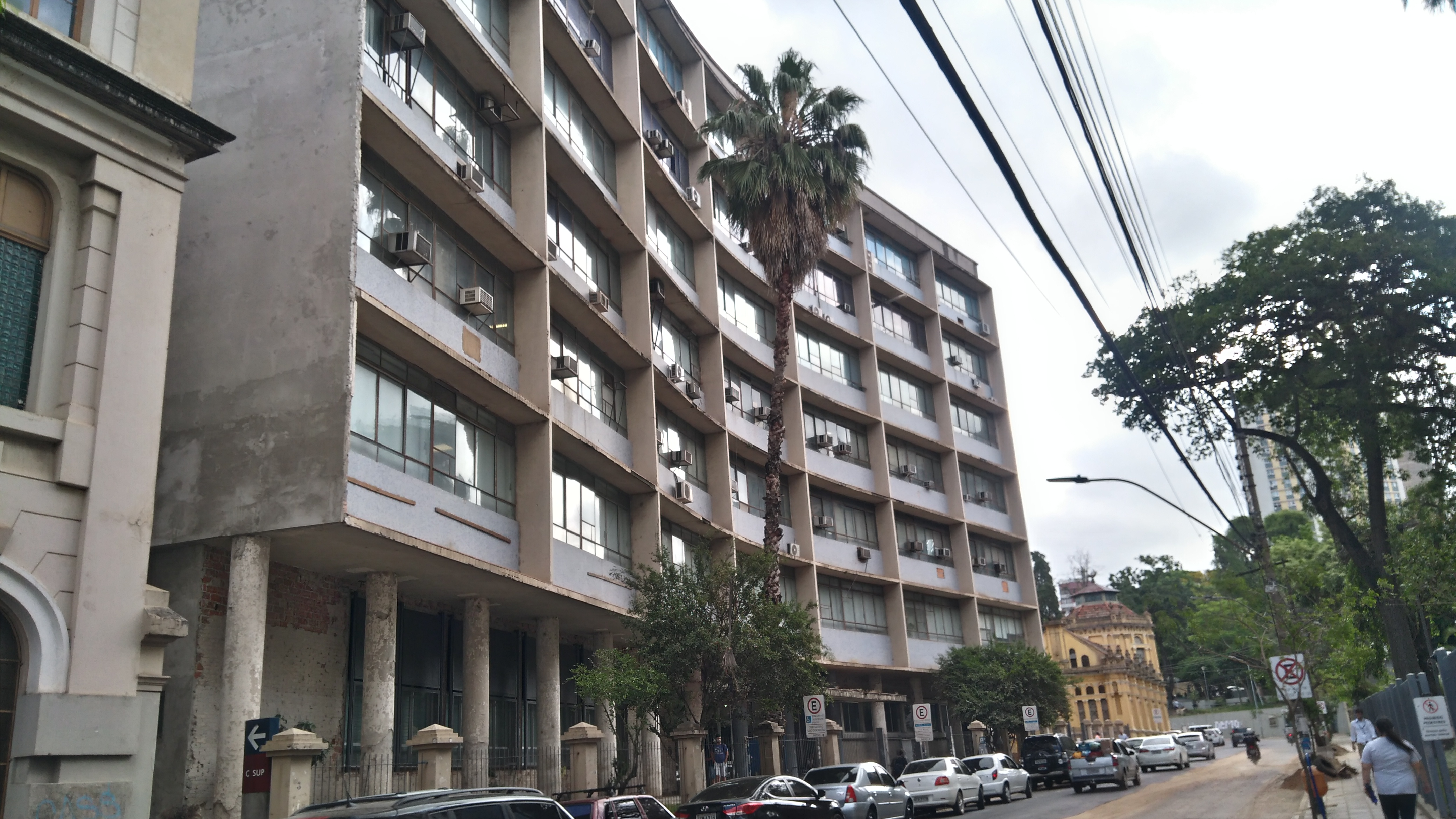
A Engenharia Nova

Localizado na Avenida Osvaldo Aranha, nº 99, no Campus Central, o prédio foi concebido originalmente para sediar a Faculdade de Arquitetura, mas depois os planos mudaram. A construção ocorreu entre 1955 e 1960, com projeto de Hélio Nunes Wagner. Tem sete pavimentos, 50 salas de aula, 10 laboratórios, uma grande biblioteca e seis anfiteatros. A fachada é côncava, com grandes colunas na base, e acima uma sequência de barras de cheios e vazios regulares. A entrada é protegida por uma marquise saliente e as aberturas, por uma grelha. Na parte de trás há um bloco de dimensões semelhantes, interligado ao bloco da frente pelo bloco do anfiteatro, formando uma planta com a forma aproximada de um H. Seu exterior mantém a configuração original, mas no saguão houve diversas reformas. De 2011 a 2012 a biblioteca no 2º pavimento foi toda reformada e a fachada estava em obras de recuperação. Permanece sendo usado pela Escola de Engenharia, tendo salas de aula, departamentos de pós-graduação, laboratórios e biblioteca.

### Antiga Faculdade de Filosofia

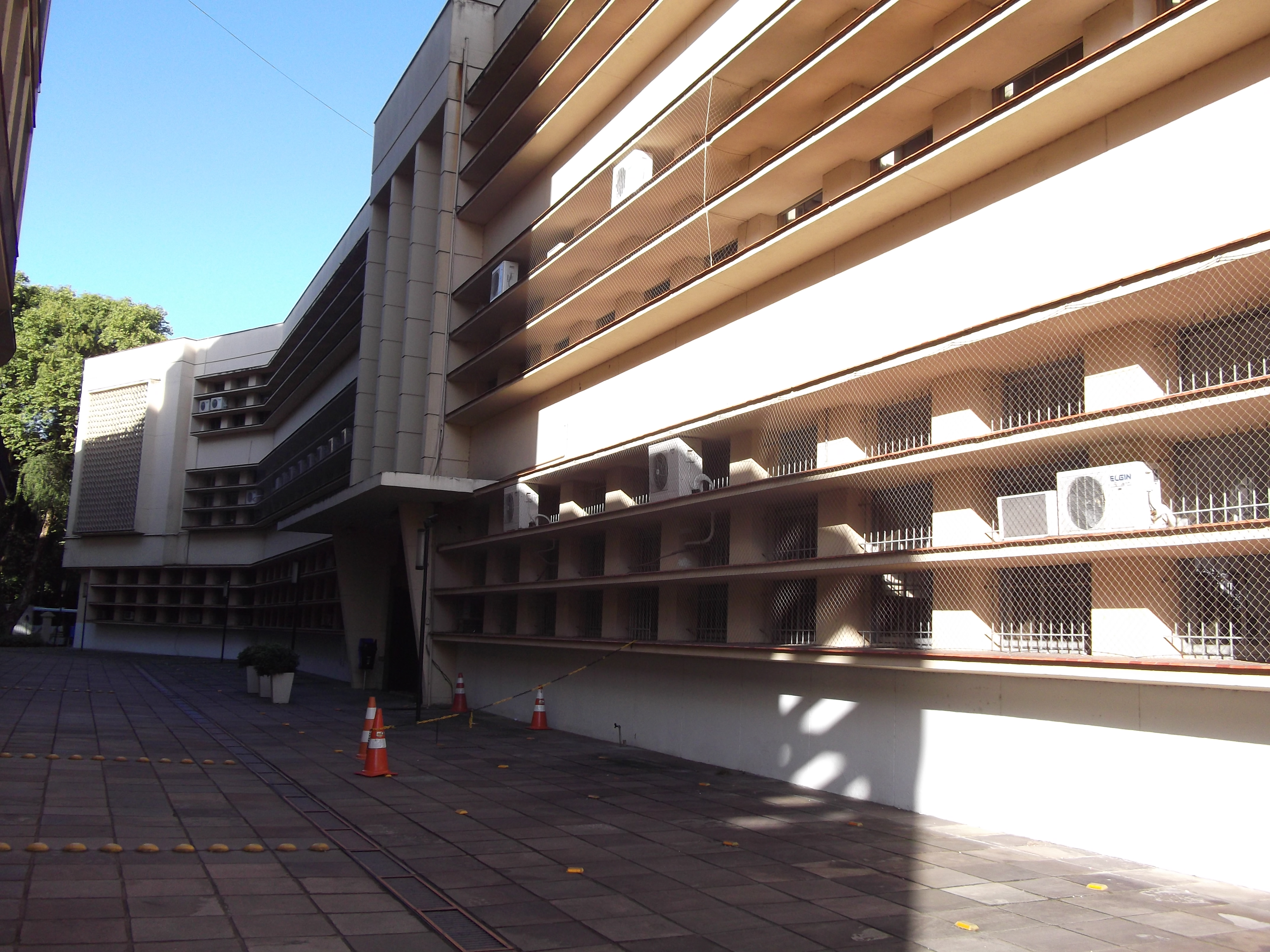
Detalhe da fachada da Antiga Faculdade de Filosofia

O complexo da Faculdade de Filosofia se situa na Avenida Paulo Gama, nº 110, no Campus Central, e compreende quatro blocos: o da Faculdade, com uma disposição em barra com duas inflexões, construído entre 1951 e 1954; do Instituto de Ciências Naturais, construído entre 1953 e 1955, um bloco retangular ligado à extremidade da Faculdade; do Anfiteatro, um bloco térreo e irregular ligado ao centro da Faculdade, e do Diretório Acadêmico, um pequeno bloco em L entre o Anfiteatro e o Instituto de Ciências, o único independente. Todos são de concreto armado e têm um tratamento similar, simétricos, com fachadas sóbrias de linhas retas, com destaque para o ritmo criado pelas aberturas protegidas por marquises e quebra-sóis. Junto com a Filosofia funcionaram a História, Letras e Ciências Sociais.
Na década de 1970 esses departamentos foram levados para o Campus do Vale e depois os prédios foram ocupados por diferentes institutos da universidade, passando por várias intervenções em sua estrutura. No Anfiteatro foi instalada a Biblioteca Central da UFRGS, que ali permaneceu até a década de 1980, quando o Anfiteatro e o Diretório Acadêmico foram completamente reformados para a instalação das salas Qorpo Santo e Redenção para teatro e cinema. Na década de 2010 esse conjunto foi transformado nos Anexos I e III da Reitoria, abrigando salas de aula, diversos setores administrativos da UFRGS, e serviços como lancheria e agências bancárias, permanecendo ativas também as salas de cinema e teatro.
Centro de fomento do pensamento humanista, a história desses edifícios está ligada à resistência política durante a ditadura militar. Vários professores foram perseguidos e expurgados, e o Diretório Acadêmico foi um dos primeiros centros acadêmicos a defender a redemocratização e a anistia dos presos e exilados políticos.

### Faculdade de Arquitetura

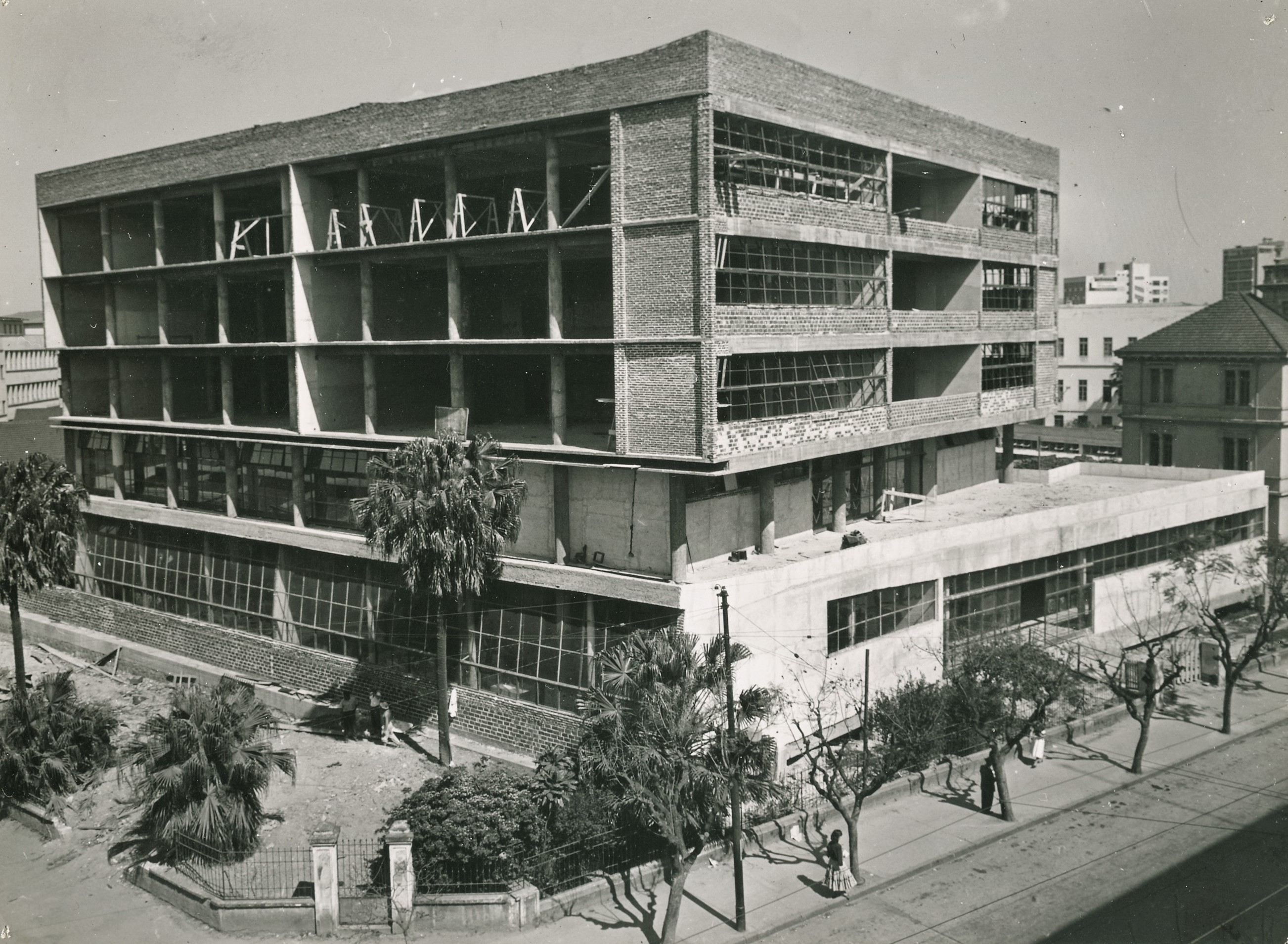
A Faculdade de Arquitetura em construção

Construída no Campus Central entre 1954 e 1957 e inaugurada em 13 de janeiro de 1958, com a ilustre presença do então presidente Juscelino Kubitschek, teve seu projeto de provável autoria de Sérgio Ivan Nacinovic, embora isso não possa ser confirmado. A obra foi inicialmente embargada pela Prefeitura porque estava em cima do traçado de uma avenida projetada. Após acordo com a Prefeitura, o projeto foi reduzido em altura e comprimento. Tem 5 pavimentos (base, térreo elevado com pilotis e mais 3 pavimentos), volumetria em dois blocos superpostos, de dimensões diferentes, e fachada linear austera com janelas em fita. Nos anos 1980 foram acrescidos no térreo, junto ao acesso secundário, volumes para um bar e transformador. Outros espaços internos também foram modificados. Na década de 2000 a fachada foi restaurada. Segundo Comas & Piñon, é "o exemplo mais franco de aplicação dos postulados estéticos e construtivos modernos dentro do Campus Central da universidade".

### Antigo Colégio de Aplicação

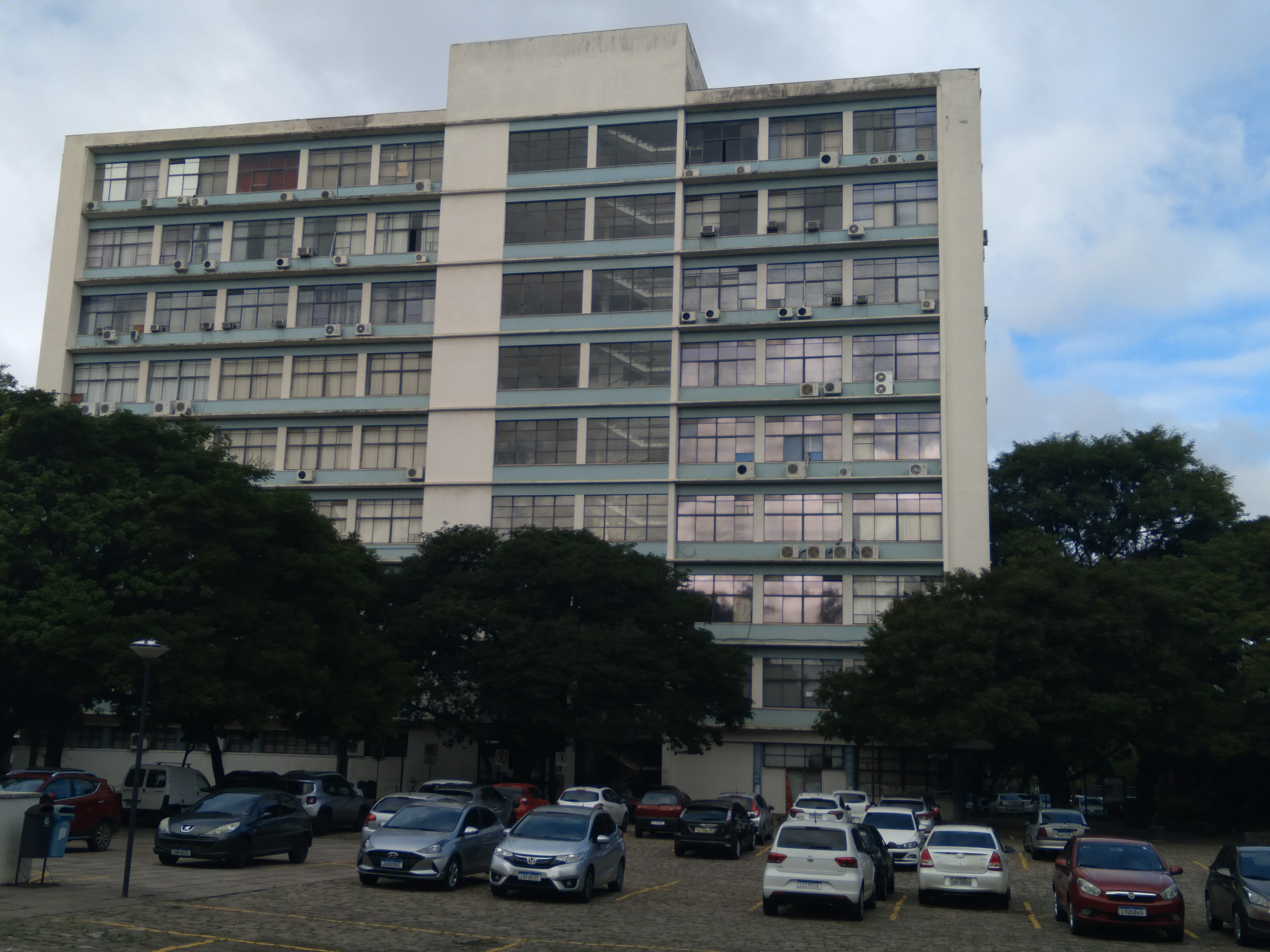
O Colégio de Aplicação

Construído no Campus Central entre 1960 e 1964 com projeto de Arlette Schneider para abrigar o Colégio de Aplicação, que dava formação para futuros professores de ensino secundário e normal, além de funcionar como escola experimental, o edifício só foi ocupado em 1966. Em 1970 parte do espaço foi cedida para a Faculdade de Educação. Em 1996 o Colégio de Aplicação foi transferido para o Campus do Vale, dando chance para a Faculdade de Educação ocupar todo o prédio. Com dez andares, sua volumetria é composta por dois blocos dispostos em cruz, de forma assimétrica, um para as salas de aula, e outro para o saguão, circulação, sanitários e outras dependências. A fachada norte possui proteção solar, através de brises horizontais. O fechamento apresenta esquadrias metálicas e alvenaria com revestimento em pastilhas cerâmicas, acentuando o padrão rítmico horizontal. O prédio sofreu intervenções mas foi restaurado entre entre 2011 e 2013, recuperando elementos originais da fachada. Para Almeida & Lima, "há muitos anos, o prédio da Faculdade de Educação é uma espécie de ícone, destacando-se por sua arquitetura modernista, arrojada para os anos 1960, em meio ao Campus Central da UFRGS".

### Faculdade de Farmácia

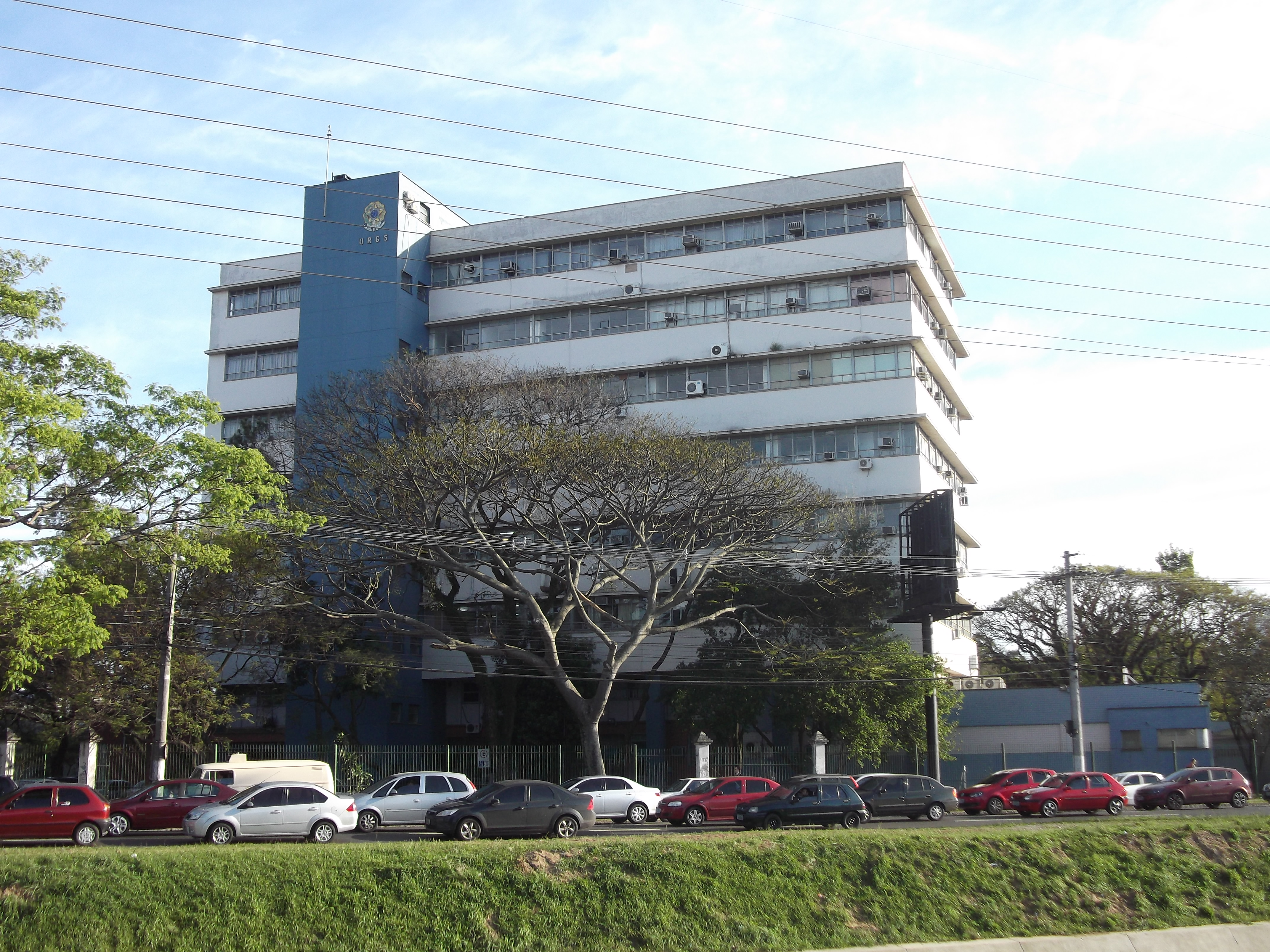
Faculdade de Farmácia

O prédio da Faculdade de Farmácia, situado na Avenida Ipiranga, nº 2752, foi o segundo a ser erguido no Campus Saúde, após o Hospital de Clínicas, para receber a faculdade criada em 1898 e que até então havia perambulado por diversos espaços emprestados. O projeto é de Flávio Figueira Soares e Lincoln Ganzo de Castro, e recebeu Menção Honrosa no I Salão Pan-Americano de Arte de Porto Alegre em 1958. A construção ocorreu entre 1954 e 1958. Com oito pavimentos, tem uma volumetria compacta de prisma regular, uma base separada do volume principal por pilotis e terraço, interseccionados por outro volume menor para circulação e sanitários. As janelas são em fita horizontal, com brises cruzados.

### Faculdade de Biblioteconomia e Comunicação

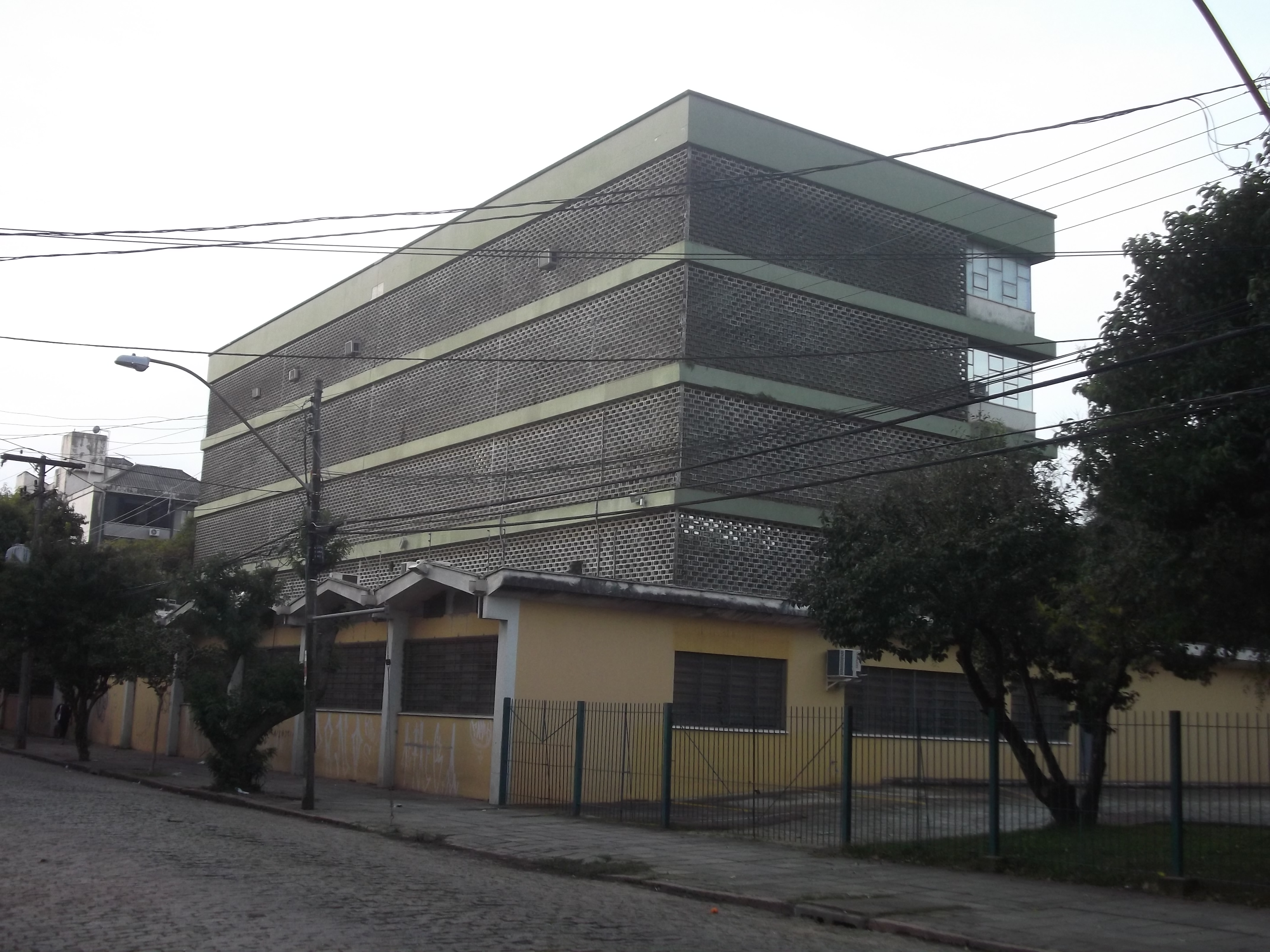
Sede da Fabico

A Faculdade de Biblioteconomia e Comunicação (Fabico) está instalada em um prédio situado na Rua Ramiro Barcelos, nº 2705, anexo do Campus Saúde. O autor foi Emil Bered, e a construção ocorreu entre 1960 e 1964. Foi construído originalmente para receber a Gráfica e o Almoxarifado da UFRGS, que foram gradualmente perdendo espaços para a Fabico, que tomou conta de todo o prédio em 2006. Com cinco pavimentos, numa volumetria regular, com uma base mais ampla que o corpo, janelas em fita, proteção solar em grelha de blocos vazados nas fachadas oeste, norte e sul, seu estilo é uma variante brutalista do modernismo, tendo o aspecto de um prédio industrial, acentuada pela marquise em zigue-zague na base.

### Faculdade de Odontologia

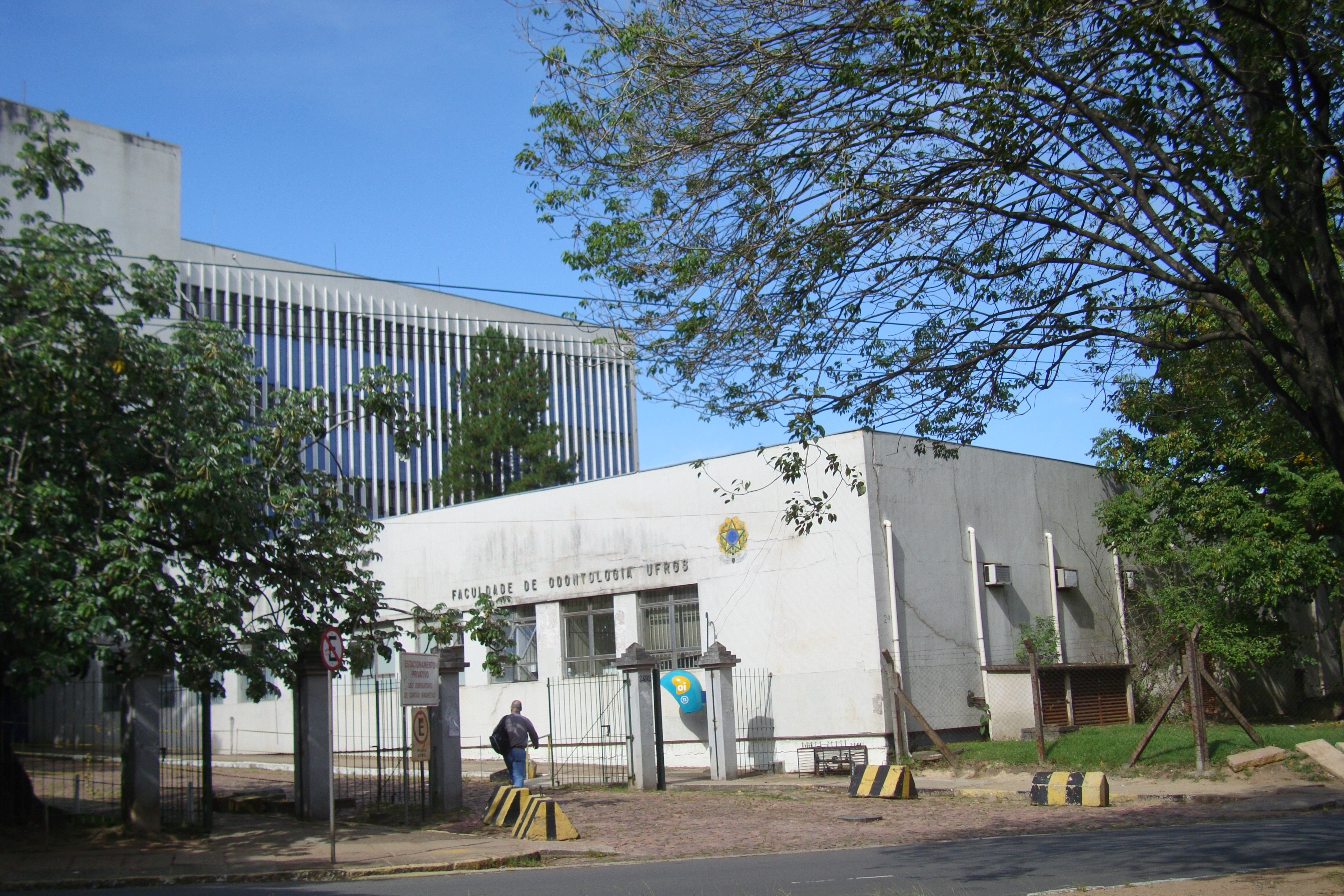
Faculdade de Odontologia

A Faculdade de Odontologia funciona num prédio do Campus Saúde, com endereço na Ramiro Barcelos, nº 2492, projetado por Emil Bered, projeto premiado com Medalha de Prata no I Salão de Arquitetura do Rio Grande do Sul, em 1960. A construção ocorreu entre 1959 e 1964, e a Faculdade, fundada em 1898, ali se instalou em 1968. O prédio tem dois grandes blocos intersectados, um é uma grande base térrea com pátio interno, e outro um bloco vertical em barra com quatro pavimentos. Tem brises horizontais na fachada leste e verticais na oeste. É considerado um dos ícones da arquitetura modernista da cidade.

## Capela de São Pedro
Com uma história desvinculada na universidade, a Capela de São Pedro, situada no município de Eldorado do Sul, fazia parte da antiga Fazenda Evangelina, e foi construída em 1893. É uma edificação pequena e singela, um simples bloco em paralelepípedo com uma porta de bandeira triangular e dois óculos laterais, coroado por um frontão triangular, arrematado por uma cruz e dois pináculos nas laterais. Há um bloco lateral menor para a sacristia. Passou para a posse da UFRGS em 1960, quando a instituição adquiriu a fazenda, a fim de instalar nela a Estação Experimental Agronômica. A capela é tombada pela Prefeitura de Eldorado e pelo Estado. Em 2024 iniciou um restauro completo.

## Galeria

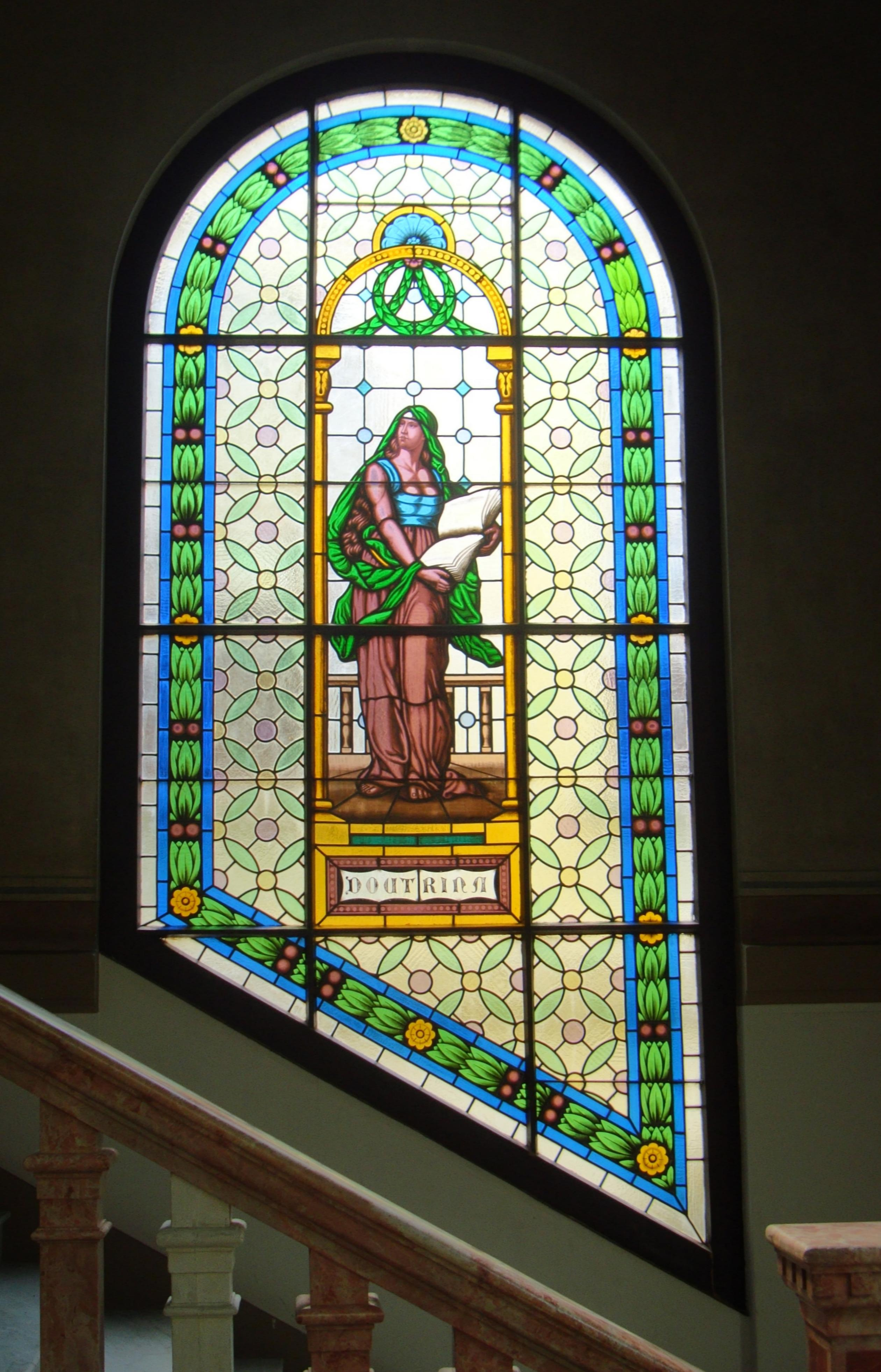
Vitral na Faculdade de Direito
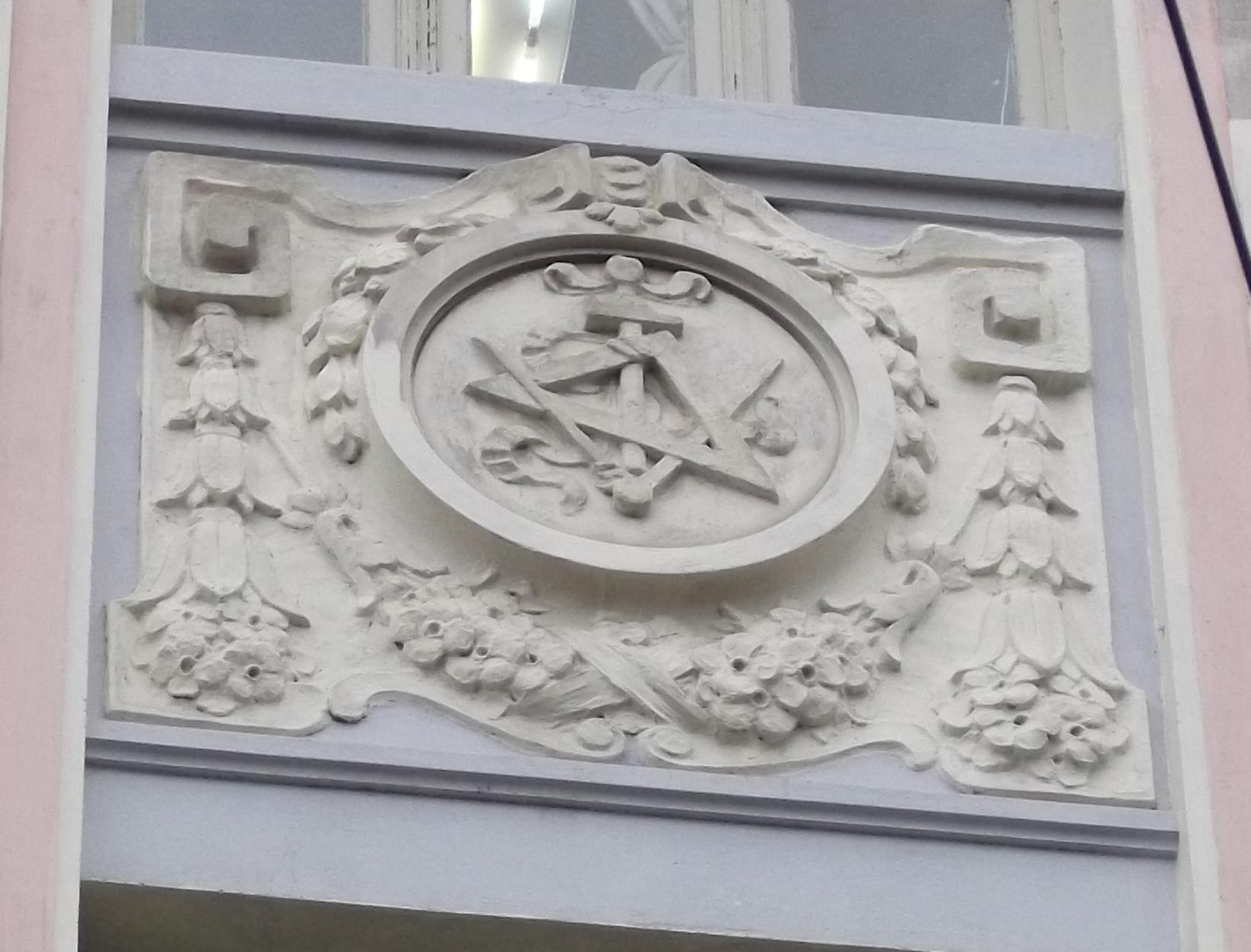
Relevos no Instituto Parobé
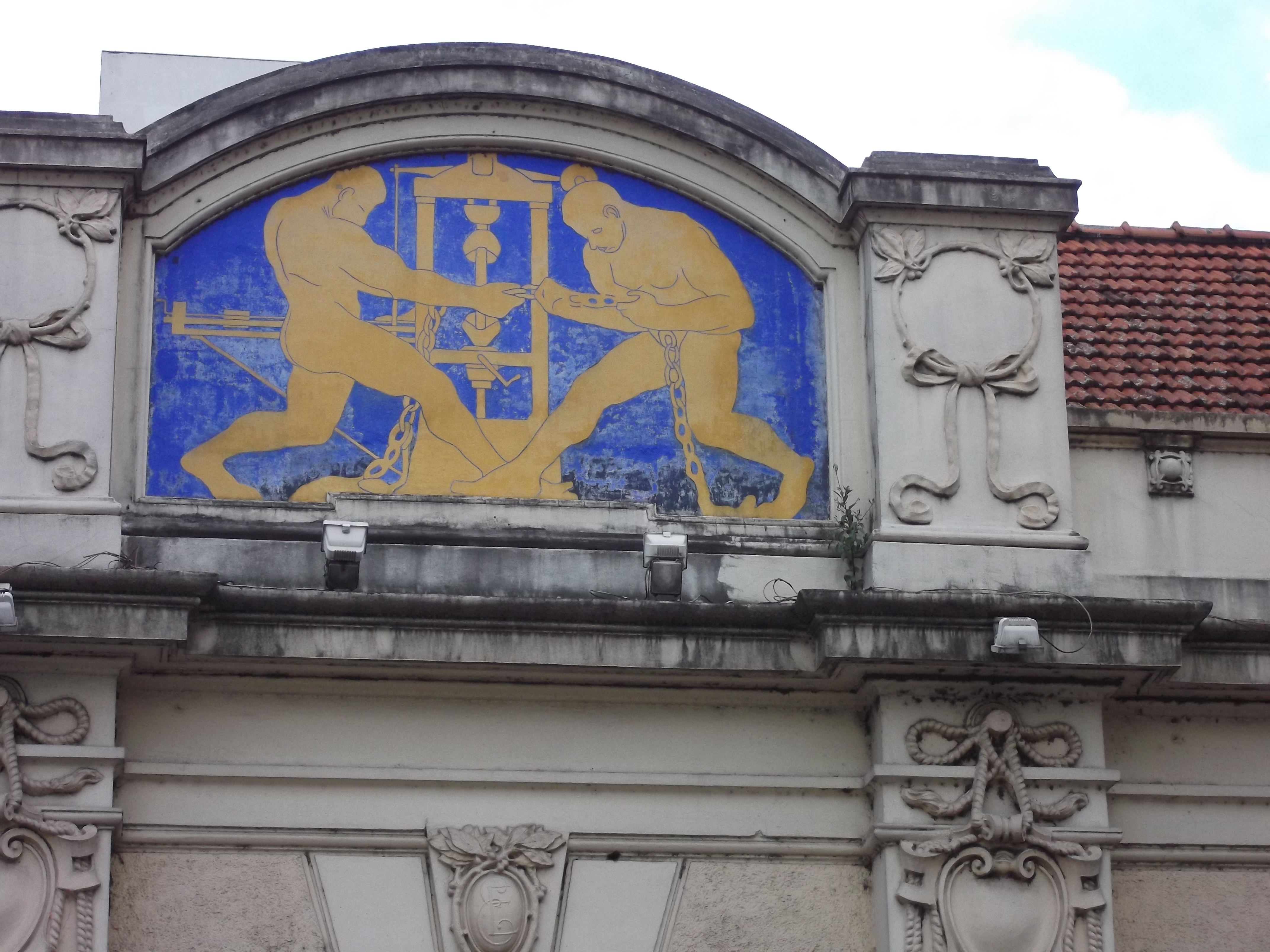
Frontispício do Museu da UFRGS
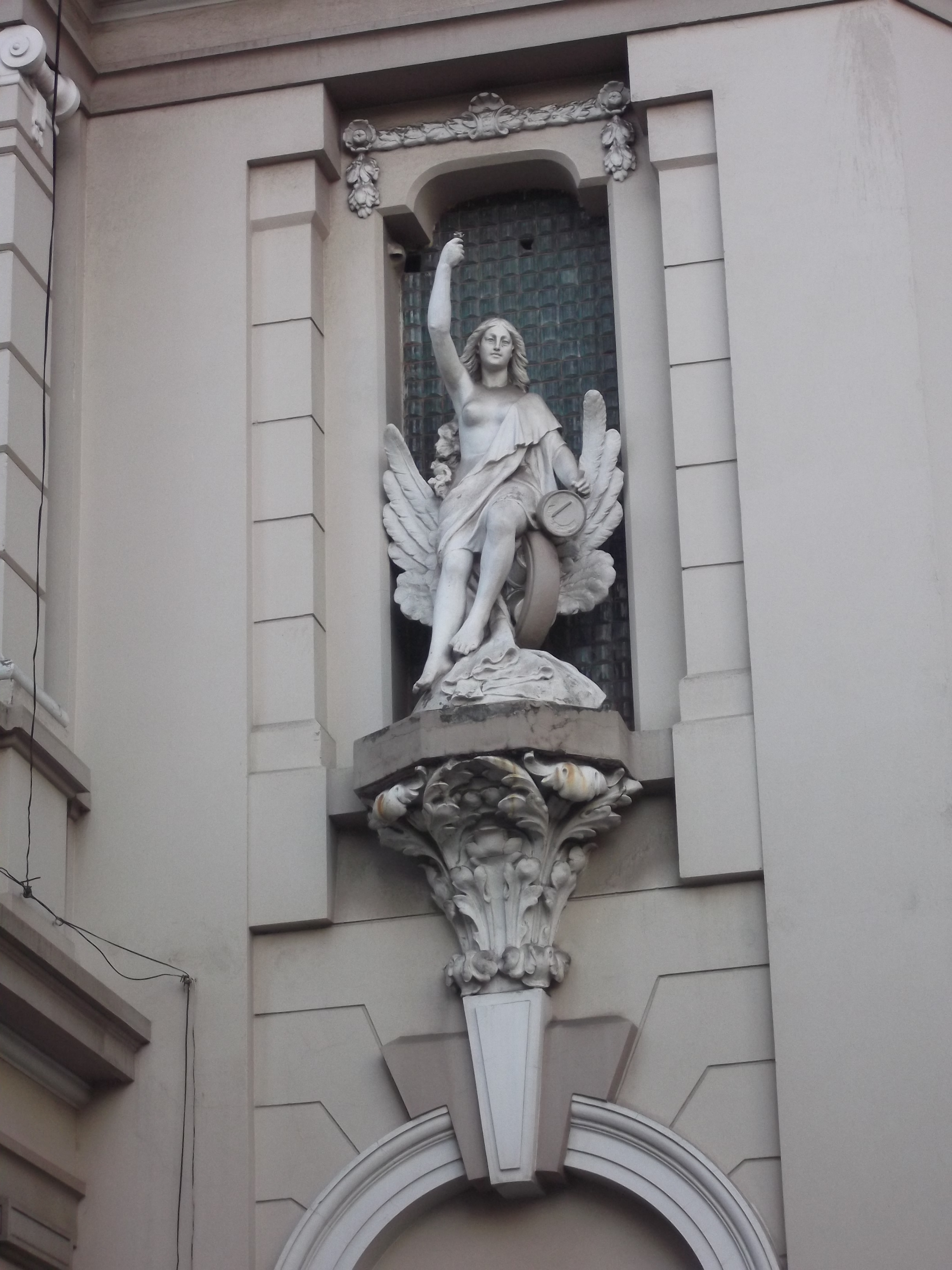
Estatuária monumental no Instituto Eletrotécnico

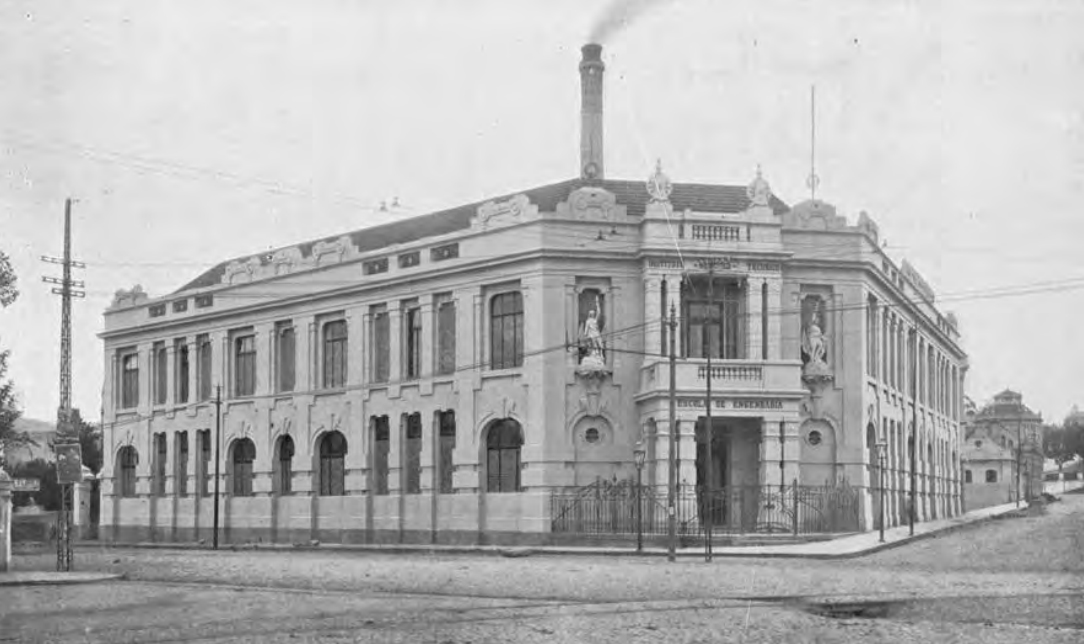
Instituto Eletrotécnico em sua configuração original
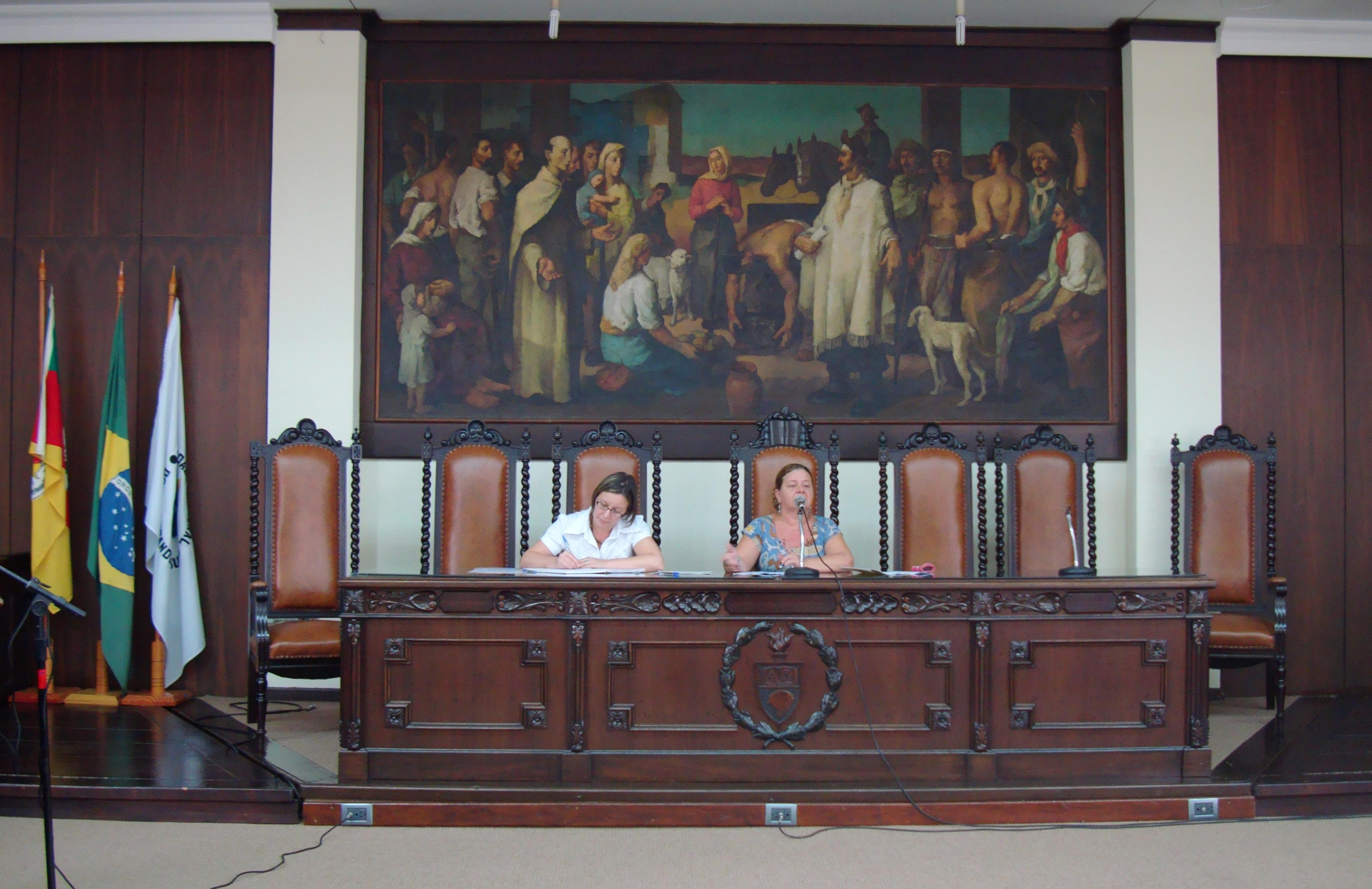
Salão Nobre da Faculdade de Direito com grande painel de Ado Malagoli
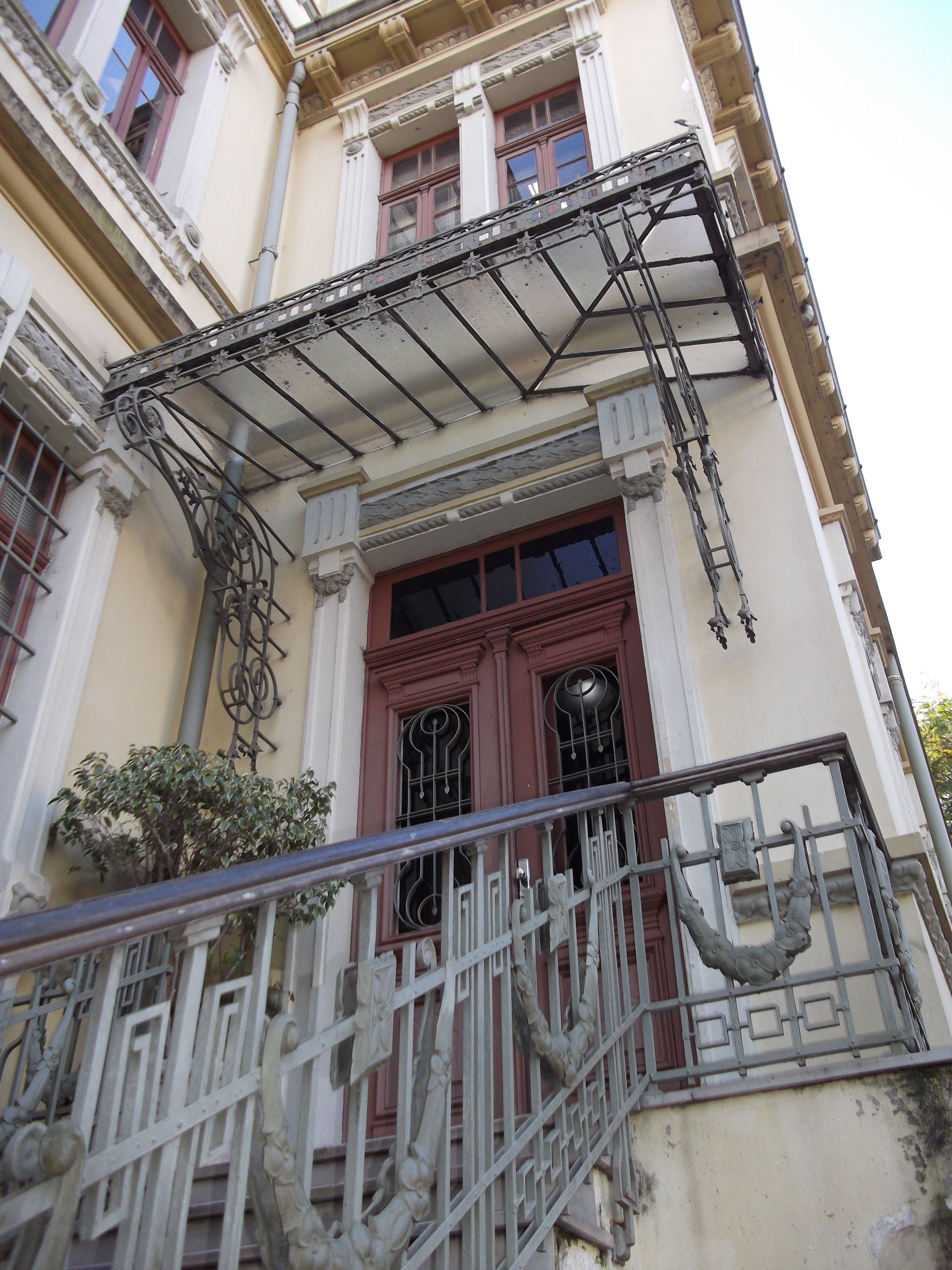
Entrada com trabalho de ferro forjado na Rádio da Universidade
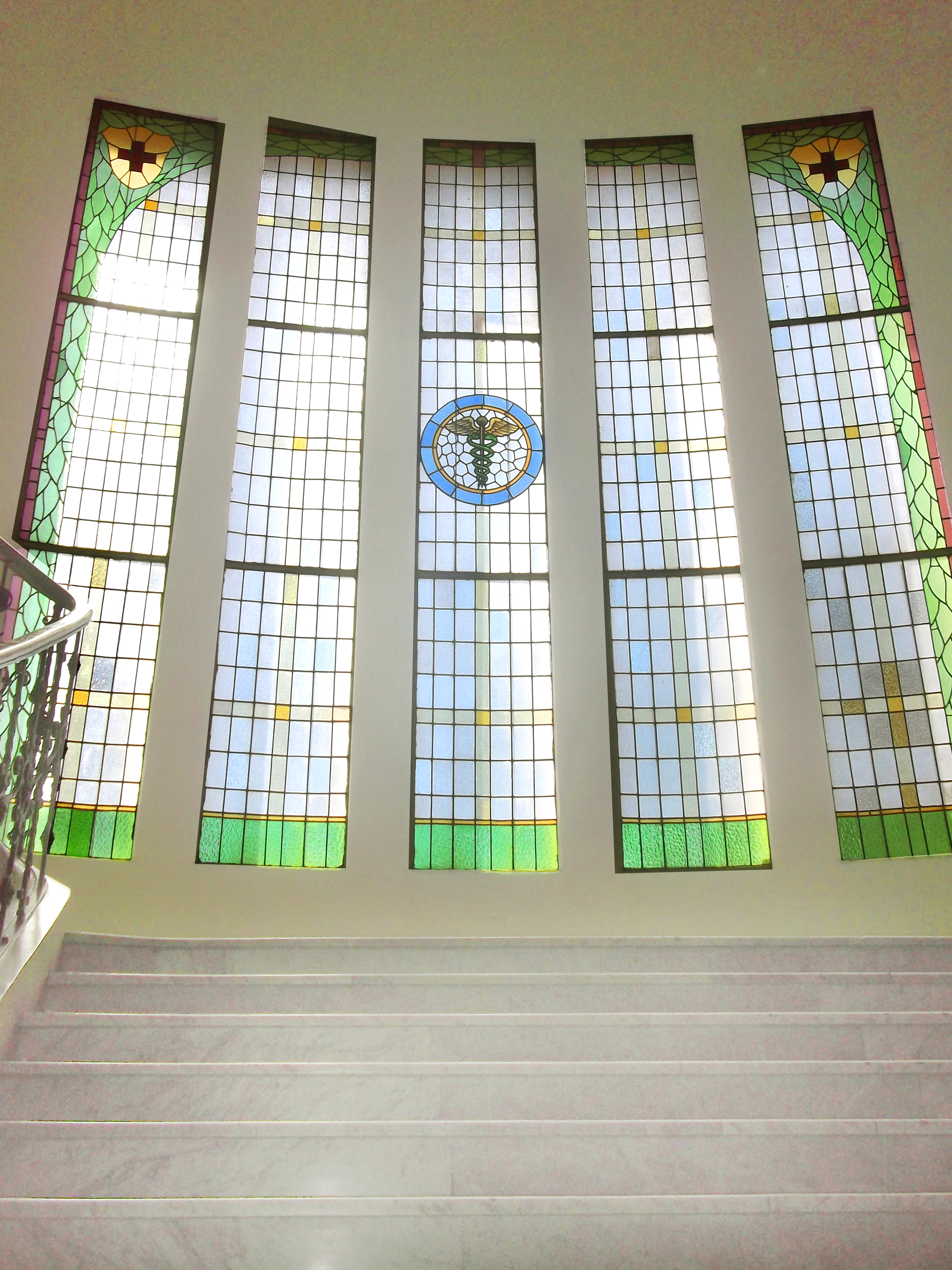
Grande escadaria de mármore no saguão da Faculdade de Medicina, e ao fundo um vitral com símbolos da Ciência e da Medicina